# Resultados do Carnaval do Rio de Janeiro em 2015
Nesta página estão listados os resultados dos concursos de escolas de samba e de blocos de enredo do carnaval do Rio de Janeiro do ano de 2015. Os desfiles foram realizados entre os dias 13 e 21 de fevereiro de 2015.
Beija-Flor foi a campeã do Grupo Especial, conquistando seu 13.º título na elite do carnaval. A escola realizou um polêmico desfile sobre a Guiné Equatorial, país africano comandado sob um regime ditatorial. O desfile exaltou as belezas e riquezas naturais do lugar. O enredo "Um Griô Conta a História: Um Olhar Sobre a África e o Despontar da Guiné Equatorial. Caminhemos Sobre a Trilha de Nossa Felicidade" foi desenvolvido pela comissão de carnaval da escola, formada por André Cezari, Bianca Behrends, Cláudio Russo, Fran Sérgio, Laíla, Ubiratan Silva e Victor Santos. A escola teria recebido um patrocínio de 10 milhões. A agremiação negou que o dinheiro tenha sido repassado pelo governo do ditador Teodoro Obiang, e sim por empresas brasileiras e "financiadores culturais". No Desfile das Campeãs, a escola recebeu vaias de parte do público presente na Sapucaí.
Pelo segundo ano consecutivo, o Salgueiro ficou com o vice-campeonato, dessa vez, por quatro décimo de diferença para a campeã. Recém promovida ao Grupo Especial, após vencer a Série A em 2014, a Unidos do Viradouro foi rebaixada de volta para a segunda divisão. A escola foi prejudicada por um forte temporal no início de sua apresentação. Estácio de Sá foi a campeã da Série A com um desfile em homenagem à cidade do Rio de Janeiro, que completou 450 anos em 2015.
Em 2014, após uma crise política envolvendo a Associação das Escolas de Samba da Cidade do Rio de Janeiro (AESCRJ), a Riotur descredenciou a entidade, fato que travou o repasse de verbas públicas para as escolas filiadas. Como opção, a Riotur sugeriu que a Liga das Escolas de Samba do Rio de Janeiro (LIERJ) assumisse todas as escolas do acesso, além da Série A, que já era de sua responsabilidade. Com isso, a AESCRJ foi extinta e a LIERJ assumiu a organização dos grupos B, C, D e E. Acadêmicos da Rocinha foi a campeã da Série B. Leão de Nova Iguaçu venceu a Série C. Vizinha Faladeira conquistou a Série D. Fazendo sua estreia no carnaval carioca, o Império da Uva venceu o Grupo de Avaliação. Entre os blocos de enredo, Flor da Primavera venceu o Grupo 1; Bloco do Barriga foi o campeão do Grupo 2; e Vai Barrar? Nunca! conquistou o Grupo 3.

## Grupo Especial
O desfile do Grupo Especial foi organizado pela Liga Independente das Escolas de Samba do Rio de Janeiro (LIESA) e realizado no Sambódromo da Marquês de Sapucaí, a partir das noites de 15 e 16 de fevereiro de 2015. Para atender à programação televisiva, o horário de início dos desfiles foi alterado para 21 horas e 30 minutos, meia hora mais tarde do que nos anos anteriores. Devido a uma forte chuva que atingiu a cidade do Rio, a primeira noite de desfiles teve início às 22 horas. A Liga promoveu mudanças no regulamento. A quantidade máxima de alegorias permitidas passou de oito para sete, sendo permitido apenas um acoplamento. A quantidade máxima de tripés permitidos passou de seis para três.
Ordem dos desfiles

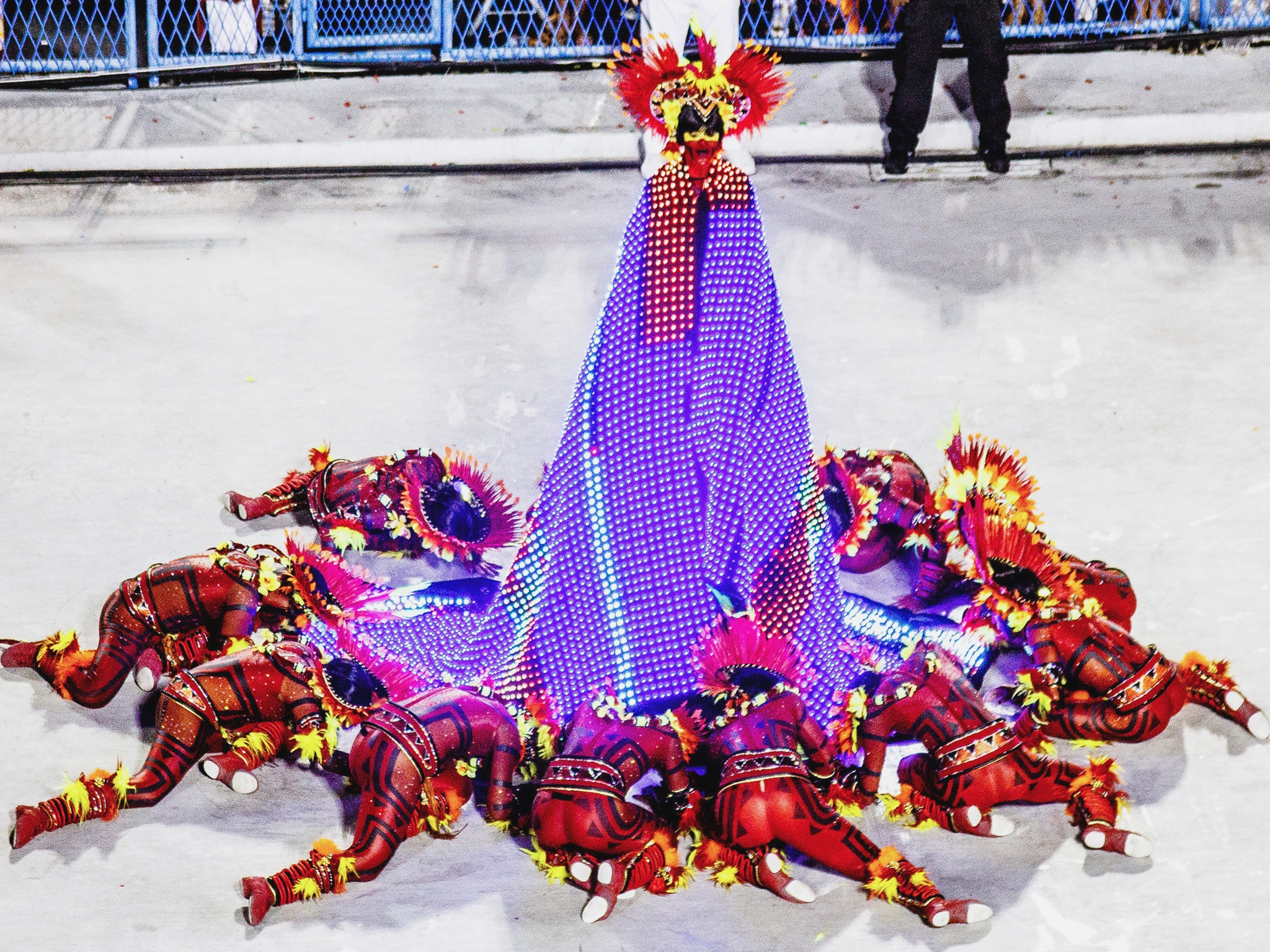
Comissão de Frente do Salgueiro em 2015. Escola foi vice-campeã.

A ordem dos desfiles foi definida através de sorteio realizado no dia 9 de junho de 2014 na Cidade do Samba. Para equilibrar as forças, as escolas foram divididas em pares, sendo que, dentro dos pares, cada escola desfilaria em uma noite diferente. Os pares formados foram: Unidos da Tijuca e  Salgueiro; Portela e Mocidade Independente de Padre Miguel; União da Ilha do Governador e Vila Isabel; Imperatriz Leopoldinense e Grande Rio; Beija-Flor e Mangueira.
Primeiro foi sorteada a noite de desfile de cada escola; depois foi sorteada a ordem de apresentação de cada noite. Após o sorteio foi permitido que as escolas negociassem a troca de posições dentro de cada noite, mas nenhuma escola optou por trocar. Duas escolas tinham posições definidas e não participaram do sorteio: Campeã da Série A (segunda divisão) do ano anterior, a Unidos do Viradouro ficou responsável por abrir a primeira noite; penúltima colocada do Grupo Especial no ano anterior, a São Clemente ficou responsável por abrir a segunda noite.
| Domingo (15/02/2015) | Segunda-feira (16/02/2015)                                                                                              |
| 1. Unidos do Viradouro 2. Estação Primeira de Mangueira 3. Mocidade Independente de Padre Miguel 4. Unidos de Vila Isabel 5. Acadêmicos do Salgueiro 6. Acadêmicos do Grande Rio | 1. São Clemente 2. Portela 3. Beija-Flor 4. União da Ilha do Governador 5. Imperatriz Leopoldinense 6. Unidos da Tijuca |

Quesitos e julgadores
Após o resultado de 2014, no qual a Beija-Flor ficou em sétimo lugar, Laíla e outros dirigentes da escola fizeram pressão para que a LIESA trocasse diversos jurados. A Liga acatou as reivindicações e trocou dezenove julgadores, especialmente dos quesitos Samba-Enredo e Fantasias, dos quais todos foram dispensados. Outra reivindicação de Laíla atendida pela LIESA foi a extinção do quesito Conjunto. Com isso, o número de quesitos avaliados diminuiu de dez para nove, cada um com quatro julgadores.
| Quesitos | Quesitos                     | Julgador 1                | Julgador 2               | Julgador 3              | Julgador 4                |
| Quesitos | Quesitos                     | Entre os setores 03 e 03A | Setor 06                 | Setor 08                | Setor 10                  |
| -------- | ---------------------------- | ------------------------- | ------------------------ | ----------------------- | ------------------------- |
|          | Harmonia                     | Miriam Orofino Gomes      | Jardel Maia Rodrigues    | Célia Souto             | Humberto Fajardo da Silva |
|          | Fantasias                    | Rodolfo Santos da Silva   | Helenice Gomes           | Regina Oliva            | Desirée Barros            |
|          | Alegorias e Adereços         | Chicô Gouvêa              | Walber Ângelo de Freitas | Madson Oliveira         | João Niemeyer             |
|          | Mestre-Sala e Porta-Bandeira | Luiz Carlos Correa        | Beatriz Badejo           | Mônica Barbosa          | Aurea Hämmerli            |
|          | Comissão de Frente           | Raphael David             | Paulo César Morato       | Marcus Nery Magalhães   | João Wlamir               |
|          | Samba-Enredo                 | Felipe Barros             | Ricardo Ottoboni         | Carlos Eduardo Prazeres | Clayton Fábio Oliveira    |
|          | Bateria                      | Fabiano Rocha             | Leandro Osiris           | Xande Figueiredo        | Cláudio Luis Matheus      |
|          | Enredo                       | Sandra Moreira Monteiro   | Fernando Bicudo          | Johnny Soares           | Marcelo Figueira          |
|          | Evolução                     | Paola Novaes              | Sonia Gallo              | José Roberto Lages      | Salete Lisboa             |

### Classificação
A Beija-Flor conquistou seu 13.º título de campeã do carnaval com uma homenagem à Guiné Equatorial. Causou polêmica o apoio do Governo do ditador Teodoro Obiang Nguema Mbasogo, acusado, pela ONG Anistia Internacional, de violações de direitos humanos, tortura e prisões arbitrárias. A escola teria recebido um patrocínio de 10 milhões. Segundo a agremiação e o embaixador da Guiné no Brasil, o dinheiro foi repassado por empresas brasileiras e "financiadores culturais". Terceira escola da segunda noite, a Beija-Flor exaltou as belezas e riquezas naturais da Guiné Equatorial. O enredo "Um Griô Conta a História: Um Olhar Sobre a África e o Despontar da Guiné Equatorial. Caminhemos Sobre a Trilha de Nossa Felicidade" foi desenvolvido pela comissão de carnaval, formada por André Cezari, Bianca Behrends, Cláudio Russo, Fran Sérgio, Laíla, Ubiratan Silva e Victor Santos. Com a vitória, a Beija-Flor se recuperou da sétima colocação do ano anterior, seu pior resultado em 22 anos. O título anterior da escola foi conquistado quatro anos antes, em 2011.
Pelo segundo ano consecutivo, o Salgueiro ficou com o vice-campeonato. Dessa vez, por quatro décimos de diferença para a campeã. A escola realizou um desfile sobre a culinária mineira. Grande Rio foi a terceira colocada com um desfile sobre cartas e baralho. Campeã do ano anterior, a Unidos da Tijuca ficou com o quarto lugar realizando um desfile sobre a Suíça, tendo como ponto de partida o carnavalesco Clóvis Bornay, filho de um suíço. Uma das favoritas ao título na fase pré-carnaval, a Portela conquistou o quinto lugar com um desfile sobre os 450 anos da cidade do Rio de Janeiro, que foi retratada de forma surrealista como uma obra de Salvador Dalí. Um dos destaques do desfile foi a "Águia-Redentora", como ficou conhecida a escultura de águia no formato do Cristo Redentor, apresentada no abre-alas da escola. Grande Rio, Tijuca e Portela somaram a mesma pontuação final. O desempate ocorreu no quesito Evolução. Imperatriz Leopoldinense conquistou a última vaga do Desfile das Campeãs com um desfile sobre a cultura negra e a luta contra o preconceito racial.
A Mocidade Independente de Padre Miguel conquistou o sétimo lugar com um desfile sobre o fim do mundo, baseado na música "O Último Dia" de Paulinho Moska. O enredo foi desenvolvido pelo carnavalesco Paulo Barros, campeão do ano anterior com a Unidos da Tijuca. São Clemente foi a oitava colocada com um desfile em homenagem ao carnavalesco Fernando Pamplona, falecido dois anos antes. Nona colocada, a União da Ilha do Governador realizou um desfile sobre a beleza. Com enredo sobre as mulheres brasileiras, a Mangueira se classificou em décimo lugar. Penúltima colocada, a Unidos de Vila Isabel homenageou o maestro Isaac Karabtchevsky, que participou do desfile. Recém promovida ao Grupo Especial, após vencer a Série A em 2014, a Unidos do Viradouro foi rebaixada de volta para a segunda divisão. O desfile exaltou a importância da raça negra na formação do povo brasileiro. A escola inovou ao transformar duas músicas de Luiz Carlos da Vila em samba-enredo. Primeira escola a desfilar, a Viradouro sofreu com uma forte chuva no inicio de sua apresentação.
| Legenda: Desfile das Campeãs Rebaixada para a Série A |

| Col. | Escola                                | Enredo | Carnavalesco(a)                                                                                  | Pontos | Desempate           |
| ---- | ------------------------------------- | --- | ------------------------------------------------------------------------------------------------ | ------ | ------------------- |
| 1    | Beija-Flor                            | Um Griô Conta a História: Um Olhar Sobre a África e o Despontar da Guiné Equatorial. Caminhemos Sobre a Trilha de Nossa Felicidade | André Cezari, Bianca Behrends, Cláudio Russo, Fran Sérgio, Laíla, Ubiratan Silva e Victor Santos | 269,9  | -                   |
| 2    | Acadêmicos do Salgueiro               | Do Fundo do Quintal, Saberes e Sabores na Sapucaí                                                                                  | Renato Lage e Márcia Lage                                                                        | 269,5  | -                   |
| 3    | Acadêmicos do Grande Rio              | A Grande Rio É do Baralho! | Fábio Ricardo                                                                                    | 269    | Evolução (30 pts)   |
| 4    | Unidos da Tijuca                      | Um Conto Marcado no Tempo - O Olhar Suíço de Clóvis Bornay                                                                         | Mauro Quintaes, Annik Salmon, Marcus Paulo, Carlos Carvalho e Hélcio Paim                        | 269    | Evolução (29,9 pts) |
| 5    | Portela                               | ImagináRIO, 450 Janeiros de Uma Cidade Surreal                                                                                     | Alexandre Louzada                                                                                | 269    | Evolução (29,7 pts) |
| 6    | Imperatriz Leopoldinense              | Axé-Nkenda - Um Ritual de Liberdade - E que a Voz da Liberdade Seja Sempre a Nossa Voz                                             | Cahê Rodrigues                                                                                   | 268,9  | -                   |
| 7    | Mocidade Independente de Padre Miguel | Se o Mundo Fosse Acabar, Me Diz o que Você Faria se só lhe Restasse Um Dia?                                                        | Paulo Barros                                                                                     | 268,5  | -                   |
| 8    | São Clemente                          | A Incrível História do Homem que Só Tinha Medo da Matinta Perera, da Tocandira e da Onça Pé de Boi                                 | Rosa Magalhães                                                                                   | 268,4  | -                   |
| 9    | União da Ilha do Governador           | Beleza Pura? | Alex de Souza                                                                                    | 267,2  | -                   |
| 10   | Estação Primeira de Mangueira         | Agora Chegou a Vez Vou Cantar: Mulher de Mangueira, Mulher Brasileira em Primeiro Lugar!                                           | Cid Carvalho                                                                                     | 267,1  | -                   |
| 11   | Unidos de Vila Isabel                 | O Maestro Brasileiro Está na Terra de Noel... A Partitura é Azul e Branca da Nossa Vila Isabel                                     | Max Lopes                                                                                        | 266,2  | -                   |
| 12   | Unidos do Viradouro                   | Nas Veias do Brasil, É a Viradouro em Um Dia de Graça                                                                              | João Vitor Araújo                                                                                | 263,7  | -                   |

### Premiações

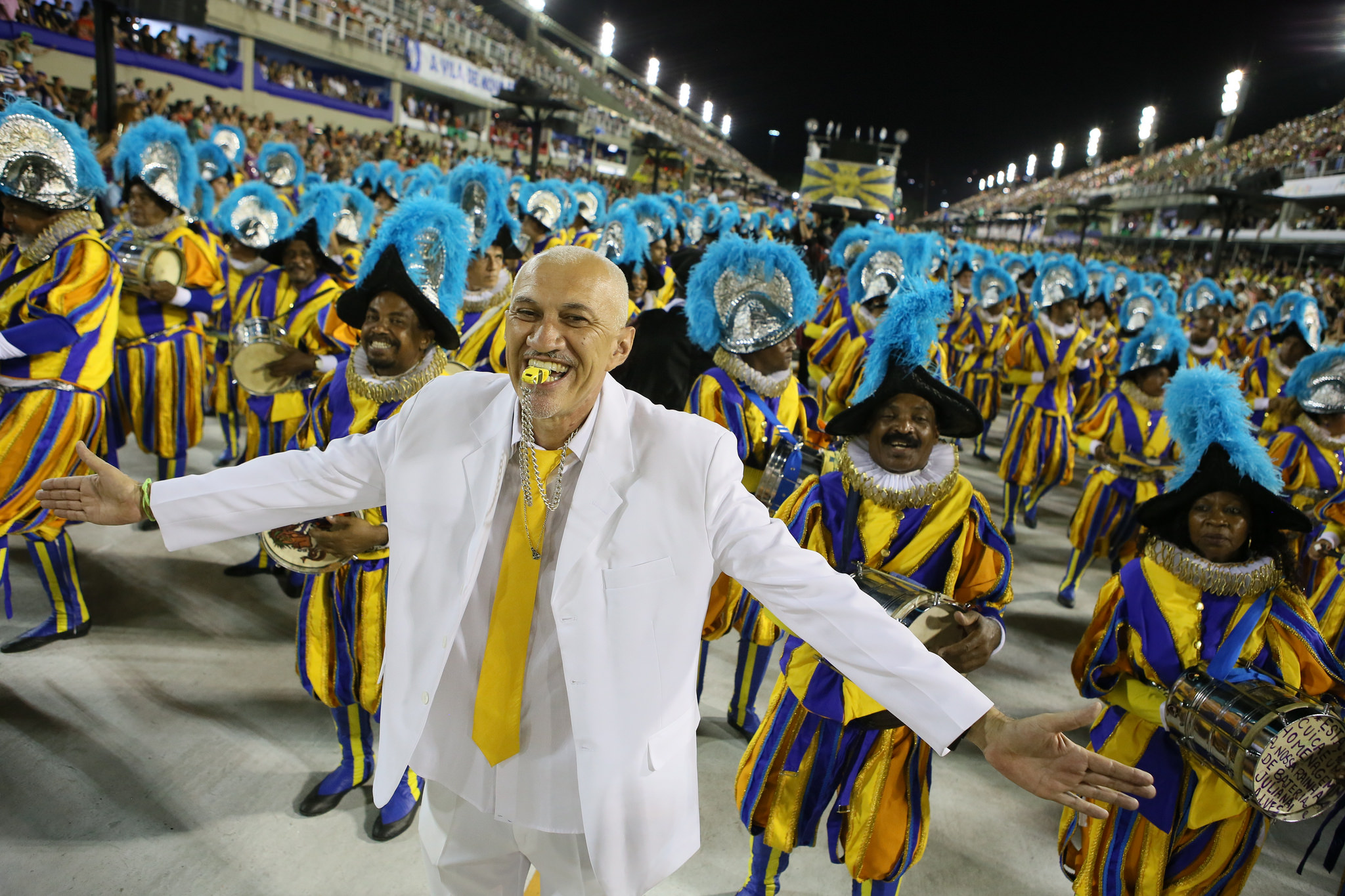
Mestre Casagrande à frente da Pura Cadência. Bateria da Unidos da Tijuca foi a mais premiada do carnaval de 2015.

- Vice-campeão do carnaval, o Salgueiro recebeu a maioria dos prêmios de melhor escola.
- Imperatriz Leopoldinense e Portela tiveram os sambas mais premiados.
- O enredo mais premiado foi da São Clemente, assinado por Rosa Magalhães, em homenagem ao carnavalesco Fernando Pamplona.
- Rosa também foi a carnavalesca mais premiada do ano.
- O casal de mestre-sala e porta-bandeira mais premiado foi Claudinho e Selminha, da Beija-Flor.
- A bateria Pura Cadência, da Unidos da Tijuca, comandada por Mestre Casagrande, recebeu quase todos os prêmios do ano.
- A comissão de frente da Grande Rio, coreografada por Priscilla Mota e Rodrigo Negri, foi a mais premiada do Grupo Especial.
- Igor Sorriso, da São Clemente, foi o intérprete mais premiado.

| Prêmios 2015        | Melhor Escola | Samba-Enredo | Melhor Enredo | Melhor Bateria   | Mestre-Sala e Porta-Bandeira               | Comissão de Frente | Melhor Intérprete           | Melhor Ala de Baianas | Ala de Passistas | Melhor Carnavalesco              | Melhor Harmonia  | Melhores Alegorias | Melhores Fantasias |
| ------------------- | ------------- | ------------ | ------------- | ---------------- | ------------------------------------------ | ------------------ | --------------------------- | --------------------- | ---------------- | -------------------------------- | ---------------- | ------------------ | ------------------ |
| Estandarte de Ouro  | Imperatriz    | Imperatriz   | São Clemente  | Unidos da Tijuca | Claudinho (Beija-Flor) e Squel (Mangueira) | Imperatriz         | Luizito (Mangueira)         | Viradouro             | Mangueira        | -                                | -                | -                  | -                  |
| Estrela do Carnaval | Salgueiro     | Beija-Flor   | São Clemente  | Salgueiro        | Claudinho e Selminha (Beija-Flor)          | Grande Rio         | Igor Sorriso (São Clemente) | São Clemente          | Salgueiro        | Rosa Magalhães (São Clemente)    | -                | Salgueiro          | São Clemente       |
| Gato de Prata       | Salgueiro     | Imperatriz   | São Clemente  | Unidos da Tijuca | Claudinho e Selminha (Beija-Flor)          | Salgueiro          | Igor Sorriso (São Clemente) | Portela               | -                | Márcia e Renato Lage (Salgueiro) | São Clemente     | -                  | -                  |
| Prêmio SRzd         | São Clemente  | Portela      | -             | Unidos da Tijuca | Raphael e Squel (Mangueira)                | Grande Rio         | Zé Paulo (Viradouro)        | Portela               | Mocidade         | Rosa Magalhães (São Clemente)    | -                | -                  | -                  |
| S@mba-Net           | São Clemente  | Imperatriz   | União da Ilha | Unidos da Tijuca | Claudinho e Selminha (Beija-Flor)          | Salgueiro          | Igor Sorriso (São Clemente) | Imperatriz            | Mocidade         | -                                | -                | -                  | -                  |
| Tamborim de Ouro    | Salgueiro     | Portela      | Imperatriz    | Unidos da Tijuca | Claudinho e Selminha (Beija-Flor)          | Grande Rio         | Ito Melodia (União da Ilha) | Mangueira             | -                | -                                | -                | Unidos da Tijuca   | -                  |
| Troféu Tupi         | Salgueiro     | Beija-Flor   | -             | Salgueiro        | Raphael e Squel (Mangueira)                | União da Ilha      | Tinga (Unidos da Tijuca)    | -                     | -                | Rosa Magalhães (São Clemente)    | Unidos da Tijuca | -                  | -                  |
| Plumas & Paetês     | -             | Portela      | -             | -                | -                                          | Grande Rio         | -                           | -                     | -                | Rosa Magalhães (São Clemente)    | -                | -                  | -                  |

### Desfile das Campeãs
O Desfile das Campeãs foi realizado a partir da noite do sábado, dia 21 de fevereiro de 2015, no Sambódromo da Marquês de Sapucaí. As seis primeiras colocadas do Grupo Especial desfilaram seguindo a ordem inversa de classificação. Portela e Salgueiro foram saudadas pelo público com gritos de "campeã". A Beija-Flor desfilou entre aplausos e vaias.
| Ordem dos desfiles |
| 1. Imperatriz Leopoldinense 2. Portela 3. Unidos da Tijuca 4. Acadêmicos do Grande Rio 5. Acadêmicos do Salgueiro 6. Beija-Flor |

## Série A
O desfile da Série A (segunda divisão) foi organizado pela Liga das Escolas de Samba do Rio de Janeiro e realizado no Sambódromo da Marquês de Sapucaí, a partir das 21 horas dos dias 13 e 14 de fevereiro de 2015.
Ordem dos desfiles
Seguindo o regulamento do concurso, a primeira escola a desfilar na sexta-feira de carnaval foi a campeã do Grupo B do ano anterior (Unidos de Bangu); enquanto a primeira escola a desfilar no sábado de carnaval foi a décima-quarta colocada da Série A no ano anterior (Alegria da Zona Sul). A posição de desfile das demais escolas foi definida através de sorteio realizado no dia 31 de maio de 2014.
| Sexta-feira (13/02/2015) | Sábado (14/02/2015) |
| 1. Unidos de Bangu 2. Em Cima da Hora 3. Império Serrano 4. Paraíso do Tuiuti 5. União do Parque Curicica 6. Unidos do Porto da Pedra 7. Caprichosos de Pilares | 1. Alegria da Zona Sul 2. Acadêmicos de Santa Cruz 3. Inocentes de Belford Roxo 4. Unidos de Padre Miguel 5. Império da Tijuca 6. Renascer de Jacarepaguá 7. Acadêmicos do Cubango 8. Estácio de Sá |

Quesitos e julgadores

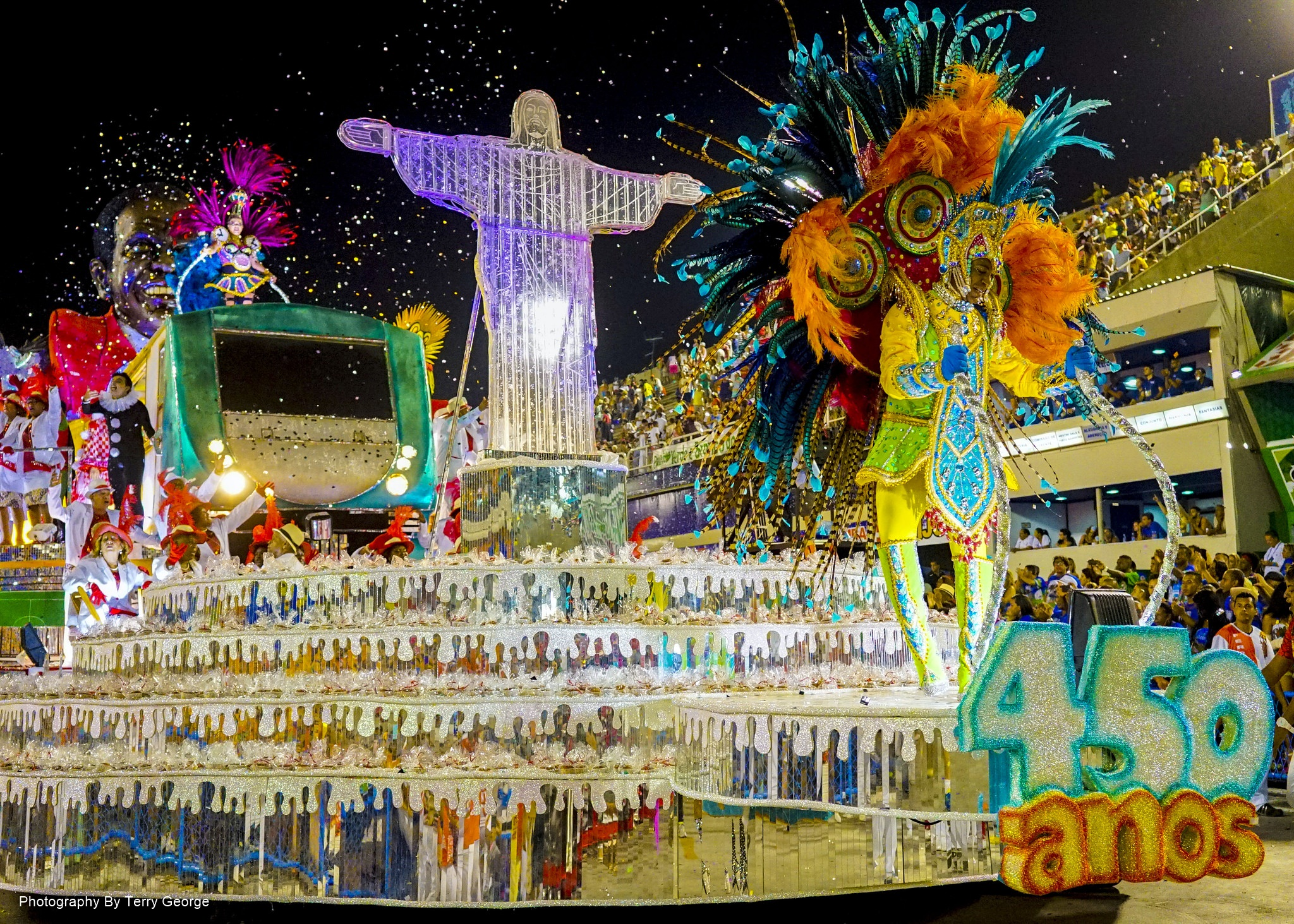
Última alegoria do desfile de 2015 da Estácio de Sá. Escola foi campeã da Série A.

Foram mantidos os dez quesitos de avaliação dos anos anteriores e a mesma quantidade de julgadores (quatro por quesito).
| Quesitos | Quesitos                     | Julgador 1                    | Julgador 2                        | Julgador 3                   | Julgador 4                                 |
| Quesitos | Quesitos                     | Entre os setores 03 e 03A     | Setor 06                          | Setor 08                     | Setor 10                                   |
| -------- | ---------------------------- | ----------------------------- | --------------------------------- | ---------------------------- | ------------------------------------------ |
|          | Harmonia                     | Edvan Moraes                  | Ruy de Oliveira                   | Monique Aragão               | Sidnei Martins Dantas                      |
|          | Mestre-Sala e Porta-Bandeira | Paulo Rodrigues               | Vera Aragão                       | Ilclemar Nunes               | Paula Isnard de Maracajá                   |
|          | Enredo                       | Mônica da Costa               | Pérsio Gomyde Brasil              | Flávio Freire Xavier         | Valmir Aleixo Ferreira                     |
|          | Evolução                     | José Cristino Vieira dos Reis | Kátia Verônica Marques de Andrade | Ana Ferreira                 | Paulo Melgaço                              |
|          | Fantasias                    | Patrícia Vieira Carneiro      | Irene Orazen                      | Ana Cristina Marques Peixoto | Fernanda Donetto Guedes                    |
|          | Samba-Enredo                 | Lilian Gutman Paranhos        | André Gimenes                     | Maria Amélia Martins         | Marcelo Rodrigues                          |
|          | Bateria                      | Sérgio Naidin                 | David Bispo                       | Nelson Nunes Pestana         | Luis Carlos Teixeira de Carvalho "Meu Bom" |
|          | Comissão de Frente           | Zé Helou                      | Rafaela Riveiro Ribeiro           | Pedro Augusto de Souza Pires | Toni Rodrigues                             |
|          | Conjunto                     | Levi Cintra                   | Malu Cotrim                       | Wilson Martinez              | Luiz Strauss                               |
|          | Alegorias e Adereços         | José Mauricio Paula Tavares   | José Antonio Rodrigues Filho      | Liana Brazil                 | Rebeca Kaiser                              |

### Classificação

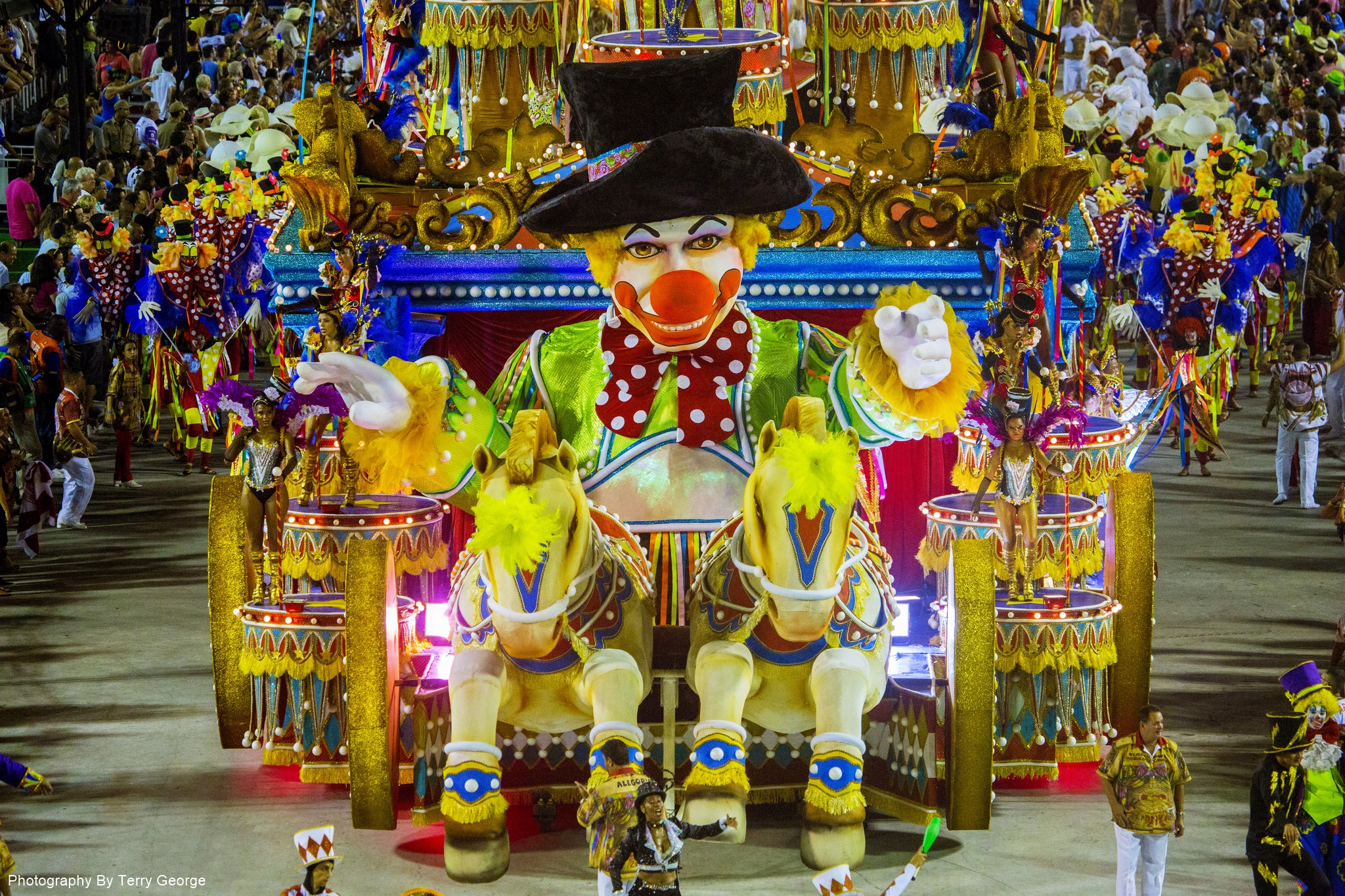
Desfile da Unidos de Padre Miguel em 2015. Escola foi a vice-campeã da Série A.

Estácio de Sá foi campeã com três décimos de diferença para a Unidos de Padre Miguel. Foi o sétimo título da Estácio na segunda divisão. Com a vitória, a escola garantiu seu retorno ao Grupo Especial, de onde estava afastada desde 2007. Última escola a desfilar, a Estácio realizou homenageou a cidade do Rio de Janeiro, que completava 450 anos. Vice-campeã, a Unidos de Padre Miguel homenageou Ariano Suassuna. O escritor morreu no ano anterior, pouco tempo depois da escola escolher o enredo. Com um desfile sobre a religiosidade brasileira, o Império Serrano obteve o terceiro lugar. Acadêmicos do Cubango foi a quarta colocada com um desfile sobre a influência negra na cidade de Niterói. Quinta colocada, a Paraíso do Tuiuti realizou um desfile baseado no livro Duas Viagens ao Brasil, do aventureiro alemão Hans Staden. Com um desfile sobre Oxum, o Império da Tijuca obteve o sexto lugar. Caprichosos de Pilares foi a sétima colocada com um desfile sobre o comércio popular. Oitava colocada, a Inocentes de Belford Roxo homenageou Nelson Sargento. O cantor participou do desfile.
Renascer de Jacarepaguá foi a nona colocada com um desfile sobre o cantor e compositor Candeia, morto em 1978. Décima colocada, a Acadêmicos de Santa Cruz homenageou o ator Grande Otelo, morto em 1993. Com um desfile sobre luz e energia, a Unidos do Porto da Pedra obteve o décimo primeiro lugar. União do Parque Curicica foi a décima segunda colocada com um desfile em homenagem à Arlindo Cruz, Monarco e Martinho da Vila. Décima terceira colocada, a Alegria da Zona Sul realizou um desfiles sobre os cariocas. Últimas colocadas, Unidos de Bangu e Em Cima da Hora enfrentaram diversos problemas em seus desfiles, chegando a apresentar alas sem fantasias. As duas escolas foram rebaixadas para a terceira divisão. Penúltima colocada, a Unidos de Bangu realizou um desfile sobre os grandes impérios da humanidade. Em Cima da Hora foi a última colocada com um desfile sobre a influência árabe no Rio de Janeiro.

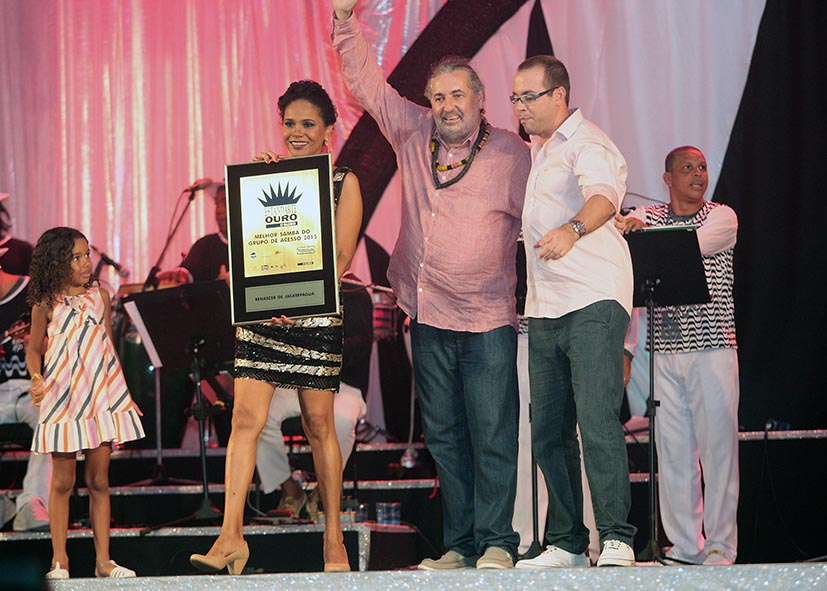
Teresa Cristina, Moacyr Luz e Cláudio Russo recebem o Estandarte de Ouro de melhor samba-enredo pela obra da Renascer.

| Legenda: Promovida ao Grupo Especial Rebaixadas para a Série B |

| Col. | Escola                    | Enredo                                                                       | Carnavalesco(a)                                              | Pontos |
| ---- | ------------------------- | ---------------------------------------------------------------------------- | ------------------------------------------------------------ | ------ |
| 1    | Estácio de Sá             | De Braços Abertos, de Janeiro a Janeiro, Sorrio, Sou Rio, sou Estácio de Sá! | Amauri Santos e Tarcisio Zanon                               | 299,7  |
| 2    | Unidos de Padre Miguel    | O Cavaleiro Armorial Mandacariza o Carnaval                                  | Edson Pereira                                                | 299,4  |
| 3    | Império Serrano           | Poema aos Peregrinos da Fé                                                   | Severo Luzardo                                               | 299,3  |
| 4    | Acadêmicos do Cubango     | Cubango, a Realeza Africana de Niterói                                       | Jaime Cezário                                                | 298,9  |
| 5    | Paraíso do Tuiuti         | Curumim Chama Cunhantã que Eu Vou Contar…                                    | Jack Vasconcelos                                             | 298,8  |
| 6    | Império da Tijuca         | O Império nas Águas Doces de Oxum                                            | Júnior Pernambucano                                          | 298,7  |
| 7    | Caprichosos de Pilares    | Na Minha Mão É Mais Barato!                                                  | Leandro Vieira                                               | 298,2  |
| 8    | Inocentes de Belford Roxo | Nelson Sargento - Samba Inocente, Pé no Chão                                 | Marcio Puluker e Walter Guilherme                            | 298    |
| 9    | Renascer de Jacarepaguá   | Manifesto ao Povo em Forma de Arte!                                          | Jorge Caribé                                                 | 297,4  |
| 10   | Acadêmicos de Santa Cruz  | O Pequeno Menino Se Tornou Grande Otelo                                      | Lane Santana, Flávio Campello, Munir Nicolau e Bruno Faleiro | 296,5  |
| 11   | Unidos do Porto da Pedra  | Há Uma Luz que não Se Apaga                                                  | Wagner Gonçalves                                             | 295,2  |
| 12   | União do Parque Curicica  | Os Três Tenores... do Samba!                                                 | Paulo Menezes                                                | 294,8  |
| 13   | Alegria da Zona Sul       | Kari’Oka                                                                     | Eduardo Minucci                                              | 293,1  |
| 14   | Unidos de Bangu           | Imperium                                                                     | Rodrigo Almeida                                              | 291,9  |
| 15   | Em Cima da Hora           | No Coração da Cidade, Uma História das Mil e Uma Noites. O Rio das Arábias   | Marco Antonio Faleiros                                       | 288,4  |

### Premiações
- Vice-campeã da Série A, a Unidos de Padre Miguel recebeu a maioria dos prêmios de melhor escola.
- O samba-enredo mais premiado foi da Renascer de Jacarepaguá, sobre Candeia, composto por Cláudio Russo, Moacyr Luz e Teresa Cristina.
- A comissão de frente mais premiada foi do Paraíso do Tuiuti, coreografada por Junior Scapin.
- Daniel Silva, do Tuiuti, recebeu três prêmios de melhor intérprete. Marquinho Art'Samba, da Unidos de Padre Miguel, e Nino do Milênio, da Inocentes foram premiados duas vezes.
- A ala de passistas mais premiada foi do Império Serrano.
- Edson Pereira, da Unidos de Padre Miguel, recebeu quase todos os prêmios de melhor carnavalesco.
- A campeã da Série A, Estácio de Sá, recebeu apenas dois prêmios: S@mba-Net de melhor ala de passistas e Troféu Jorge Lafond para o mestre-sala Marcinho.

| Prêmios 2015        | Melhor Escola       | Samba-Enredo        | Melhor Enredo   | Melhor Bateria      | Mestre-Sala e Porta-Bandeira           | Comissão de Frente | Melhor Intérprete           | Melhor Ala de Baianas | Ala de Passistas  | Melhor Carnavalesco        | Melhor Harmonia   | Melhores Alegorias  | Melhores Fantasias |
| ------------------- | ------------------- | ------------------- | --------------- | ------------------- | -------------------------------------- | ------------------ | --------------------------- | --------------------- | ----------------- | -------------------------- | ----------------- | ------------------- | ------------------ |
| Estandarte de Ouro  | Unidos de P. Miguel | Renascer            | -               | -                   | -                                      | -                  | -                           | -                     | -                 | -                          | -                 | -                   | -                  |
| Estrela do Carnaval | Unidos de P. Miguel | Renascer            | -               | Curicica            | Thiaguinho e Amanda (Renascer)         | Paraíso do Tuiuti  | Marquinho Art'Samba (UPM)   | Unidos de P. Miguel   | -                 | -                          | -                 | Paraíso do Tuiuti   | Paraíso do Tuiuti  |
| Gato de Prata       | Unidos de P. Miguel | Renascer            | -               | Unidos de P. Miguel | Feliciano e Raphaela (Império Serrano) | Paraíso do Tuiuti  | Nino do Milênio (Inocentes) | -                     | Cubango           | -                          | -                 | -                   | -                  |
| Prêmio SRzd         | Unidos de P. Miguel | Renascer            | -               | Cubango             | Feliciano e Raphaela (Império Serrano) | Caprichosos        | Marquinho Art'Samba (UPM)   | -                     | Império Serrano   | Edson Pereira (UPM)        | -                 | -                   | -                  |
| S@mba-Net           | Unidos de P. Miguel | Império Serrano     | Caprichosos     | Inocentes           | Thiaguinho e Amanda (Renascer)         | Paraíso do Tuiuti  | Thiago Brito (Caprichosos)  | Cubango               | Estácio de Sá     | -                          | -                 | Unidos de P. Miguel | Paraíso do Tuiuti  |
| Samba É Nosso       | -                   | Unidos de P. Miguel | Renascer        | Alegria             | Zé Roberto e Thaís (Porto)             | Caprichosos        | Daniel Silva (Tuiuti)       | Curicica              | Império Serrano   | Júnior P. (Imp. da Tijuca) | Santa Cruz        | -                   | -                  |
| Tamborim de Ouro    | Império Serrano     | -                   | -               | -                   | -                                      | -                  | -                           | -                     | -                 | -                          | -                 | -                   | -                  |
| Troféu Tupi         | Império da Tijuca   | -                   | -               | -                   | -                                      | -                  | -                           | -                     | -                 | -                          | -                 | -                   | -                  |
| Troféu Jorge Lafond | Unidos de P. Miguel | Renascer            | Caprichosos     | Curicica            | Marcinho (Estácio) e Amanda (Renascer) | Paraíso do Tuiuti  | Daniel Silva (Tuiuti)       | Paraíso do Tuiuti     | Império Serrano   | Edson Pereira (UPM)        | Império Serrano   | -                   | -                  |
| OSK do Samba        | Unidos de P. Miguel | Paraíso do Tuiuti   | Império Serrano | Cubango             | Diego e Jaqueline (Cubango)            | Caprichosos        | Daniel Silva (Tuiuti)       | Império da Tijuca     | Império da Tijuca | -                          | Paraíso do Tuiuti | -                   | -                  |
| Ziriguidum          | Paraíso do Tuiuti   | Renascer            | -               | -                   | Vinícius e Jackeline (Tuiuti)          | -                  | Nino do Milênio (Inocentes) | -                     | -                 | -                          | -                 | Império da Tijuca   | Império da Tijuca  |
| Plumas & Paetês     | -                   | Império da Tijuca   | -               | -                   | -                                      | Paraíso do Tuiuti  | -                           | -                     | -                 | Edson Pereira (UPM)        | -                 | -                   | -                  |

## Série B
No final de 2014, a Riotur divulgou que não reconhecia a diretoria da Associação das Escolas de Samba da Cidade do Rio de Janeiro (AESCRJ), instruindo que as agremiações dos grupos B, C, e E deveriam se filiar à LIERJ para receberem a subvenção da Prefeitura. Após mais de 60 anos de existência, a AESCRJ foi extinta. A LIERJ, que já organizava a Série A, passou a organizar também os demais grupos de acesso. O desfile da terceira divisão passou a se chamar Série B. Após anos se apresentando no domingo de carnaval, o grupo passou a desfilar na terça-feira. O desfile foi realizado na Estrada Intendente Magalhães, a partir das 18 horas da terça-feira, dia 17 de fevereiro de 2015.
| Ordem dos desfiles | |
| 1. Acadêmicos da Abolição 2. Unidos de Lucas 3. Unidos da Vila Kennedy 4. Unidos da Ponte 5. Unidos do Jacarezinho 6. Favo de Acari 7. União de Jacarepaguá 8. Unidos do Cabuçu 9. Arranco | 10. Rosa de Ouro 11. Arame de Ricardo 12. Mocidade Unida do Santa Marta 13. Tradição 14. Sereno de Campo Grande 15. Unidos da Vila Santa Tereza 16. Acadêmicos do Engenho da Rainha 17. Acadêmicos da Rocinha 18. Acadêmicos do Sossego |

Quesitos e julgadores

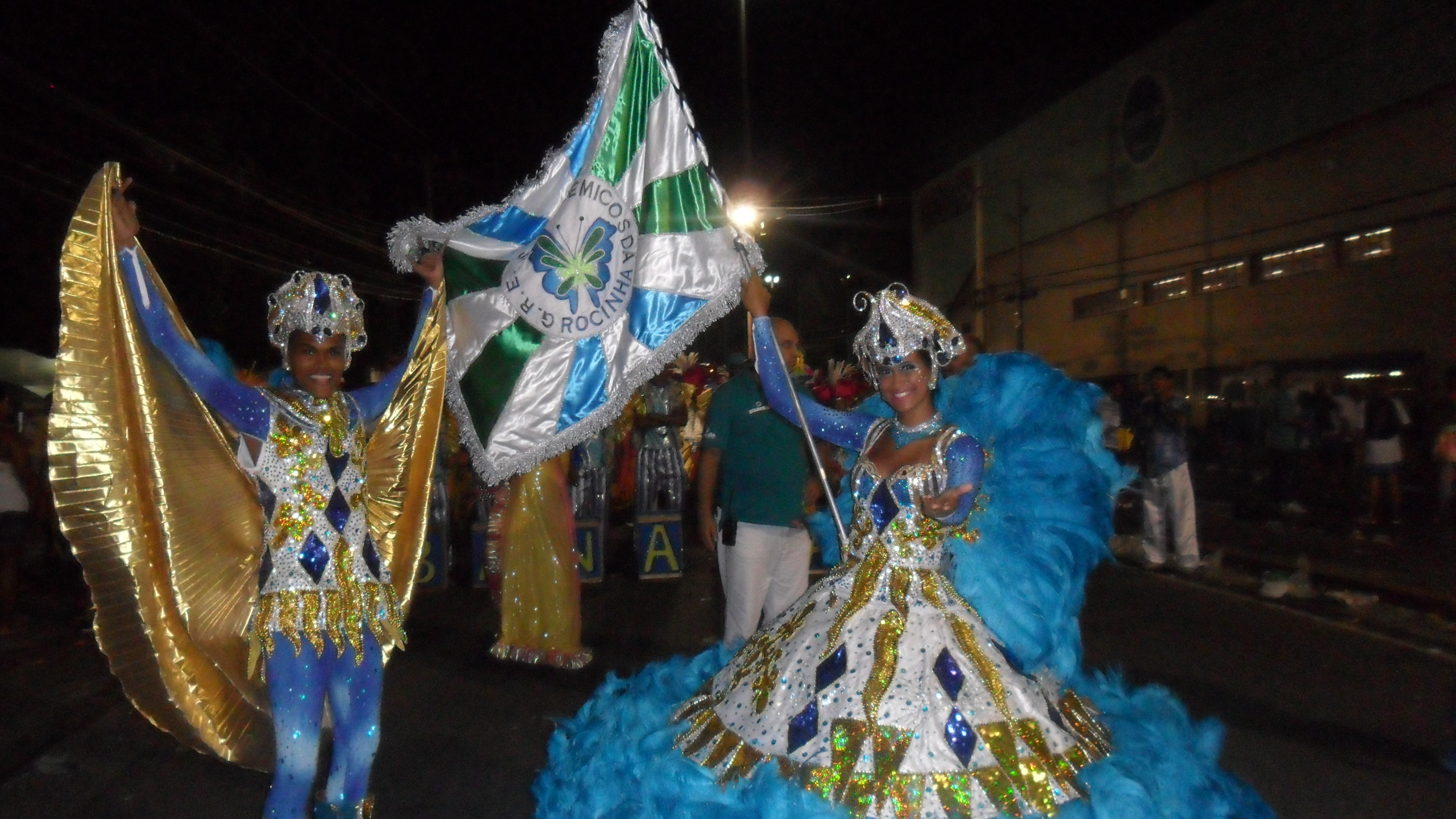
Casal de mestre-sala e porta-bandeira da Rocinha no desfile de 2015. Escola foi a campeã da Série B.

Foram mantidos os dez quesitos de avaliação dos anos anteriores e a mesma quantidade de julgadores (quatro por quesito).
| Quesitos | Quesitos                     | Julgador 1                    | Julgador 2              | Julgador 3                       | Julgador 4                |
| -------- | ---------------------------- | ----------------------------- | ----------------------- | -------------------------------- | ------------------------- |
|          | Harmonia                     | Fátima Domingues              | Camargo Luiz Freire     | Gilberto da Silva                | Dora Teixeira             |
|          | Mestre-Sala e Porta-Bandeira | Cátia Leocádio Cabral da Nova | Elizabeth Tinoco Bejani | Ana Paula Lessa Queiroz Carvalho | Claudia Ribeiro           |
|          | Enredo                       | Verônica Maria Melo Marino    | Raquel Macedo Boechat   | Paulo Newton                     | Willians Alberto Rocha    |
|          | Comissão de Frente           | Dani Marie                    | Fabricio Ligiéro        | Rudglan Barros de Souza          | Ralph Araujo              |
|          | Evolução                     | Otávio Vizeu Lourenço         | Carolina Vieira Thomaz  | Mauricio Antônio da Silva        | Gloria Pinheiro Salomão   |
|          | Conjunto                     | Gustavo Luiz E. Silva         | Fábio Canejo            | Simone Mendonça                  | Myrian Cardoso Chaves     |
|          | Samba-Enredo                 | Maira Ferreira                | Edimar da Silva         | Alipio Pereira do Carmo          | Pedro Moraez              |
|          | Alegorias e Adereços         | Andrea de A. Leite            | Alexandre Gonçalves     | Mario Rocha                      | Soter Bentes              |
|          | Fantasias                    | Anderson N. Ferreira          | Daniele Geammal         | Rosa Maria E. Santos             | Ana Carolina Barros Silva |
|          | Bateria                      | André Bonatte                 | Lino Amorim             | Guilherme Sá                     | Cassius Theperson         |

### Classificação
Acadêmicos da Rocinha foi campeã com dois décimos de diferença para a Unidos do Jacarezinho. Com a vitória, a Rocinha garantiu seu retorno à Série A, de onde foi rebaixada no ano anterior.
| Legenda: Promovida à Série A Rebaixadas para a Série C |

| Col. | Escola                          | Enredo | Carnavalesco(a)                                                             | Pontos | Desempate            |
| ---- | ------------------------------- | --- | --------------------------------------------------------------------------- | ------ | -------------------- |
| 1    | Acadêmicos da Rocinha           | Borboleteando nos Destinos da Vida! O que Te Desafia, Te Transforma                                                                             | Alex de Oliveira e Christine Moutinho                                       | 299,8  | -                    |
| 2    | Unidos do Jacarezinho           | Pirilampos - Uma Lenda Curumim | Eduardo Gonçalves                                                           | 299,6  | -                    |
| 3    | União de Jacarepaguá            | Da Corte de Abatolá à Terra dos Tupinambás! | Jorge Caribé                                                                | 299,1  | -                    |
| 4    | Tradição                        | Nhá Chica: a Beata Negra e Guerreira do Brasil                                                                                                  | Leandro Valente                                                             | 298,9  | -                    |
| 5    | Mocidade Unida do Santa Marta   | O Dia em que o Povo Tomar a Rua Será Carnaval                                                                                                   | Rafael Gonçalves e Vitor Saraiva                                            | 298,5  | Fantasias (29,8 pts) |
| 6    | Arranco                         | Oh! Que Saudades que Eu Tenho | Dina Quirino, Simone Azevedo, July July, Olga, Nelio Azevedo e Orlando Leal | 298,5  | Fantasias (29,2 pts) |
| 7    | Unidos de Lucas                 | Em Busca do Destino | Max Lopes                                                                   | 298,3  | -                    |
| 8    | Arame de Ricardo                | Tá de Brincadeira? | Ney Junior                                                                  | 298,2  | -                    |
| 9    | Acadêmicos do Sossego           | Banananás - O Encontro da Rainha Mariola Banana Pacova do Congo e d’Angola com o Rei Amazônico Ananás Ibá-Cachi, da Corte dos Abacaxis de Serpa | Gabriel Haddad e Leonardo Bora                                              | 297,9  | -                    |
| 10   | Acadêmicos do Engenho da Rainha | LáOjúObá, o Grande Vencedor Se Ergue Além da Dor!                                                                                               | Diangelo Fernandes                                                          | 297,7  | -                    |
| 11   | Unidos da Ponte                 | O Rei da Mata Pede Passagem - São Sebastião, Nosso Padroeiro. Da Ponte e do Rio de Janeiro                                                      | Ricardo Paulino e Vinícius Vistmam                                          | 295,4  | Bateria (30 pts)     |
| 12   | Unidos do Cabuçu                | Nossa Senhora Aparecida - O Milagre | Jack Vasconcelos                                                            | 295,4  | Bateria (29,7 pts)   |
| 13   | Favo de Acari                   | Favo de Acari Apresenta: CEASA, 40 Anos de História a Serviço do Povo!                                                                          | Eduardo Júnior e Nelson Costa                                               | 295,1  | -                    |
| 14   | Sereno de Campo Grande          | De Azul e Branco a Coruja Pinta o 7 na Avenida                                                                                                  | Amauri Santos e Eduardo Pinho                                               | 293,9  | -                    |
| 15   | Unidos da Vila Santa Tereza     | Aquarela Negra de Debret | Marcus Ferreira                                                             | 293,6  | -                    |
| 16   | Rosa de Ouro                    | Maquiagem - A Arte da Transformação | Alexandre Costa, Lino Salles e Marcos do Val                                | 292,8  | -                    |
| 17   | Unidos da Vila Kennedy          | Sassaricando por aí, a Vedete Escolheu Seu Paraíso: Piraí                                                                                       | Edson Siqueira                                                              | 260,9  | -                    |
| 18   | Acadêmicos da Abolição          | E Assim Se Descobriu o Rio de Janeiro do Brasil!                                                                                                | Giovanni Targa e Rondineli Allemand                                         | 224,2  | -                    |

### Premiações
Campeã da Série B, Acadêmicos da Rocinha também recebeu a maioria dos prêmios de melhor escola.
| Prêmios 2015    | Melhor Escola        | Samba-Enredo      | Melhor Enredo   | Melhor Bateria  | Mestre-Sala e Porta-Bandeira     | Comissão de Frente   | Melhor Intérprete                    | Melhor Ala de Baianas | Ala de Passistas | Melhor Carnavalesco          | Melhor Harmonia | Melhores Alegorias | Melhores Fantasias   |
| --------------- | -------------------- | ----------------- | --------------- | --------------- | -------------------------------- | -------------------- | ------------------------------------ | --------------------- | ---------------- | ---------------------------- | --------------- | ------------------ | -------------------- |
| Elite do Samba  | União de Jacarepaguá | Engenho da Rainha | Unidos de Lucas | Santa Marta     | Anderson e Monique (Santa Marta) | Sossego              | Silas Leleu (Rocinha)                | Vila Santa Tereza     | Arame            | -                            | Arame           | Sossego            | Arame                |
| OSK do Samba    | Rocinha              | Rosa de Ouro      | Unidos de Lucas | Unidos da Ponte | Maurinho e Letícia (Jacarezinho) | Cabuçu               | Anderson Bala (Arranco)              | Santa Marta           | Jacarezinho      | -                            | Favo de Acari   | -                  | -                    |
| Samba É Nosso   | -                    | Sossego           | Unidos da Ponte | Santa Marta     | Pedro e Paula (Arranco)          | União de Jacarepaguá | Sandro Motta (Cabuçu)                | Jacarezinho           | Santa Tereza     | Rafael e Vitor (Santa Marta) | Jacarezinho     | -                  | -                    |
| Samba na Veia   | Rocinha              | Arame             | Arame           | Favo de Acari   | Yuri e Thainá (Rocinha)          | Cabuçu               | Anderson (Arranco) e Leleu (Rocinha) | Rocinha               | Rocinha          | -                            | Jacarezinho     | Rocinha            | União de Jacarepaguá |
| Ziriguidum      | Jacarezinho          | Vila Kennedy      | Tradição        | Vila Kennedy    | Yuri e Thainá (Rocinha)          | Cabuçu               | Anderson Bala (Arranco)              | Santa Marta           | Jacarezinho      | -                            | Jacarezinho     | Arame              | Rocinha              |
| S@mba-Net       | Tradição             | Engenho da Rainha | -               | -               | -                                | -                    | -                                    | -                     | -                | -                            | -               | -                  | -                    |
| Gato de Prata   | Rocinha              | -                 | -               | -               | -                                | -                    | -                                    | -                     | -                | -                            | -               | -                  | -                    |
| Prêmio SRzd     | Arranco              | -                 | -               | -               | -                                | -                    | -                                    | -                     | -                | -                            | -               | -                  | -                    |
| Plumas & Paetês | -                    | Jacarezinho       | -               | -               | -                                | Sossego              | -                                    | -                     | -                | Alex de Oliveira (Rocinha)   | -               | -                  | -                    |

## Série C
A quarta divisão foi renomeada para Série C. O desfile foi organizado pela LIERJ e realizado a partir das 21 horas da segunda-feira, dia 16 de fevereiro de 2015, na Estrada Intendente Magalhães.
| Ordem dos desfiles |
| 1. Unidos da Villa Rica 2. Boca de Siri 3. Unidos das Vargens 4. Mocidade de Vicente de Carvalho 5. Leão de Nova Iguaçu 6. Império da Praça Seca 7. Lins Imperial 8. Arrastão de Cascadura 9. Mocidade Unida da Cidade de Deus 10. Acadêmicos do Dendê 11. Unidos de Manguinhos 12. Difícil É o Nome |

Quesitos e julgadores

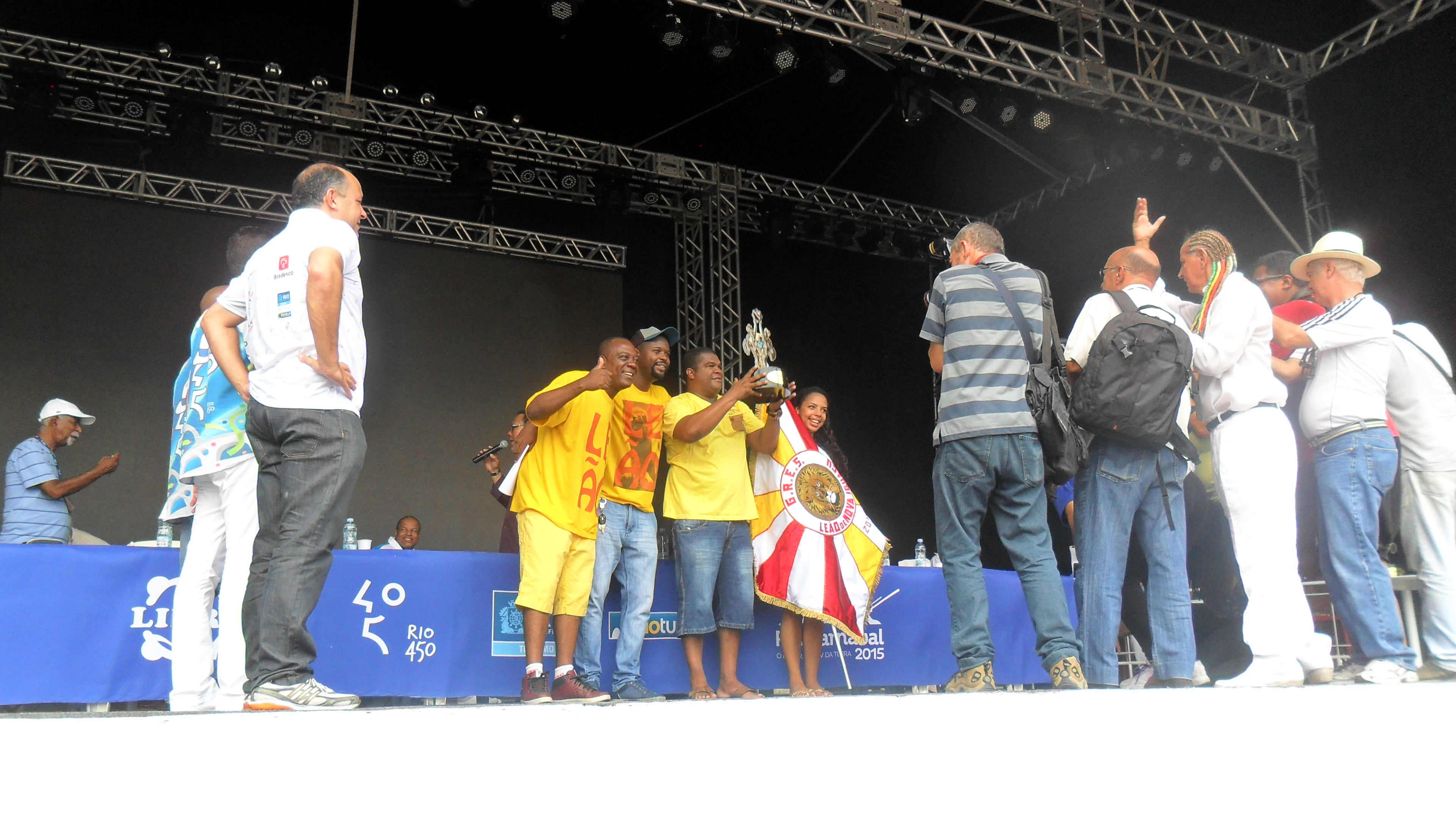
Diretoria da Leão de Nova Iguaçu com o troféu de campeão da Série C de 2015 após a apuração dos resultados.

Foram mantidos os dez quesitos de avaliação dos anos anteriores e a mesma quantidade de julgadores (quatro por quesito).
| Quesitos | Quesitos                     | Julgador 1                            | Julgador 2                            | Julgador 3                    | Julgador 4                     |
| -------- | ---------------------------- | ------------------------------------- | ------------------------------------- | ----------------------------- | ------------------------------ |
|          | Harmonia                     | Jorge Luiz Ignácio                    | Jonas de Matos Nascimento             | Eliede dos Santos Costa       | Gilmar Ribeiro da Silva        |
|          | Mestre-Sala e Porta-Bandeira | Augusto Cezar Pereira Maceió          | Moema da Costa Alemão Corrêa da Silva | Marcos Alves Barboza          | Daniela Cavanellas             |
|          | Enredo                       | Fernando Tenório de Araujo            | Leandro Alessandro Silva de Souza     | João Batista Leite Teixeira   | Luiz Gustavo Leite             |
|          | Comissão de Frente           | Mauro Cesar Cunha                     | Michele Cristina Teixeira Sandes      | Roberta Thurler Ferreira      | Anna Elizabeth Silva           |
|          | Evolução                     | Janine Jacintho Vieira                | Vinícius Barbosa Andrade              | Fátima Regina Rodrigues       | Carlos Renato Ribeiro da Silva |
|          | Conjunto                     | Paulo Cesar Pinto de Alcantara        | Marcos Vinicius Pereira Monteiro      | Rafael Senna Pereira          | Elisa Santos                   |
|          | Samba-Enredo                 | Jonas Costa dos Santos                | Edilberto José de Macedo Fonseca      | Marco Antônio Costa           | Adyr Bispo de Santana Gomes    |
|          | Alegorias e Adereços         | Luiz Eduardo Pinto da Rocha Fernandes | Carlos Roberto de Oliveira            | Fillipe de Araújo Coelho      | Ana Cristina Gonçalves Cohen   |
|          | Fantasias                    | Gilmar Oliveira da Silva              | Cristiane Ferraz                      | Francisco Emanuel Alves Leite | Carlos Antonio Vieira Fraga    |
|          | Bateria                      | Carlos Luiz Lima Chagas Junior        | Alexandre da Silva Ferreira           | Lu Agidi                      | Vinícius Soares Macedo         |

### Classificação
Leão de Nova Iguaçu foi campeão com dois décimos de diferença para a Unidos das Vargens. Com a vitória, a escola foi promovida à terceira divisão, de onde estava afastada desde 2005. Em seu segundo ano como escola de samba, a Unidos das Vargens conquistou o vice-campeonato e também foi promovida à Série B.
| Legenda: Promovidas à Série B Rebaixadas para a Série D |

| Col. | Escola                           | Enredo                                                  | Carnavalesco(a)                                  | Pontos |
| ---- | -------------------------------- | ------------------------------------------------------- | ------------------------------------------------ | ------ |
| 1    | Leão de Nova Iguaçu              | Da Força de Zumbi à Raça de Mandela                     | Ivan Carneiro e Silvio Cezar                     | 299,8  |
| 2    | Unidos das Vargens               | Sertão Carioca. O Rio para Além do Redentor             | Thiago Avhis                                     | 299,6  |
| 3    | Lins Imperial                    | Do Brasil para o Mundo, Nosso Axé: Erva Guiné!!!        | Luiz Di Paulanis                                 | 299,3  |
| 4    | Império da Praça Seca            | Sou Praça Seca! Sou Feliz!                              | Rodrigo Almeida                                  | 298,1  |
| 5    | Arrastão de Cascadura            | Arrastando as Alegrias, Mostrando as Máscaras na Folia! | Sandro Gomes                                     | 297,9  |
| 6    | Acadêmicos do Dendê              | A Ginga da Rainha                                       | Severo Luzardo, Clebson Prates e Rodrigo Meiners | 297,4  |
| 7    | Mocidade Unida da Cidade de Deus | Cidade de Deus Conta e Canta a Lenda da Noite!          | Léo Simpatia                                     | 297,3  |
| 8    | Boca de Siri                     | Da Praia de Maria Angu ao Piscinão de Ramos!            | Valério Guidinelle                               | 297,2  |
| 9    | Unidos de Manguinhos             | A Festa do Negro Soberano!                              | Diangelo Fernandes                               | 297    |
| 10   | Difícil É o Nome                 | Difícil É o Nome Entrou na Roda para Brincar!           | Comissão de Carnaval                             | 296,9  |
| 11   | Unidos da Villa Rica             | 1,2,3 Sou Criança Outra Vez                             | Régis Kammura                                    | 294,8  |
| 12   | Mocidade de Vicente de Carvalho  | Karajás, o Povo das Águas Claras!                       | Cláudio Fontes                                   | 293,1  |

### Premiações
- O campeão da Série C, Leão de Nova Iguaçu, e a vice-campeã, Unidos das Vargens, dividiram os prêmios de melhor escola.
- Acadêmicos do Dendê teve o samba-enredo e o enredo mais premiados da Série C.

| Prêmios 2015    | Melhor Escola      | Samba-Enredo        | Melhor Enredo       | Melhor Bateria     | Mestre-Sala e Porta-Bandeira            | Comissão de Frente | Melhor Intérprete                | Melhor Ala de Baianas | Ala de Passistas | Melhor Carnavalesco     | Melhor Harmonia    | Melhores Alegorias | Melhores Fantasias |
| --------------- | ------------------ | ------------------- | ------------------- | ------------------ | --------------------------------------- | ------------------ | -------------------------------- | --------------------- | ---------------- | ----------------------- | ------------------ | ------------------ | ------------------ |
| Elite do Samba  | Leão               | Dendê               | Dendê               | Lins Imperial      | Filipe e Andréia (Cidade de Deus)       | Lins Imperial      | Léo Simpatia (Cidade de Deus)    | Leão                  | Boca de Siri     | -                       | Leão               | Unidos das Vargens | Unidos das Vargens |
| OSK do Samba    | Unidos das Vargens | Vicente de Carvalho | Leão                | Unidos das Vargens | Leo e Thainara (Vargens)                | Lins Imperial      | Gilmar PQD (Vicente de Carvalho) | Lins Imperial         | Leão             | -                       | Unidos das Vargens | -                  | -                  |
| Samba É Nosso   | -                  | Lins Imperial       | Vicente de Carvalho | Lins Imperial      | Anderson e Evilim (Vicente de Carvalho) | Boca de Siri       | Leozinho (Praça Seca)            | Leão                  | Difícil É o Nome | Sandro Gomes (Arrastão) | Unidos das Vargens | -                  | -                  |
| Samba na Veia   | Leão               | Dendê               | Dendê               | Arrastão           | Kadu e Viviane (Villa Rica)             | -                  | Léo Simpatia (Cidade de Deus)    | Leão                  | Boca de Siri     | -                       | Villa Rica         | Leão               | Lins Imperial      |
| Ziriguidum      | Unidos das Vargens | Dendê               | Dendê               | Arrastão           | Leo e Thainara (Vargens)                | Lins Imperial      | Gilmar PQD (Vicente de Carvalho) | Dendê                 | Leão             | -                       | Unidos das Vargens | Leão               | Lins Imperial      |
| Plumas & Paetês | -                  | Leão                | -                   | -                  | -                                       | Lins Imperial      | -                                | -                     | -                | Luiz Di Paulanis (Lins) | -                  | -                  | -                  |

## Série D
A quinta divisão do carnaval foi renomeada para Série D. O desfile foi organizado pela LIERJ e realizado a partir das 21 horas do domingo, dia 15 de fevereiro de 2015, na Estrada Intendente Magalhães.
| Ordem dos desfiles |
| 1. Chatuba de Mesquita 2. Mocidade Independente de Inhaúma 3. Unidos do Anil 4. Unidos de Cosmos 5. Coroado de Jacarepaguá 6. Gato de Bonsucesso 7. Vizinha Faladeira 8. Corações Unidos do Amarelinho 9. Acadêmicos de Vigário Geral 10. Boi da Ilha do Governador 11. Flor da Mina do Andaraí 12. Matriz de São João de Meriti |

Quesitos e julgadores
Foram mantidos os dez quesitos de avaliação dos anos anteriores e a mesma quantidade de julgadores (quatro por quesito).
| Quesitos | Quesitos                     | Julgador 1                       | Julgador 2                    | Julgador 3                            | Julgador 4                       |
| -------- | ---------------------------- | -------------------------------- | ----------------------------- | ------------------------------------- | -------------------------------- |
|          | Harmonia                     | Eliede dos Santos Costa          | Jorge Luiz Ignácio            | Jonas de Matos Nascimento             | Gilmar Ribeiro da Silva          |
|          | Mestre-Sala e Porta-Bandeira | Augusto Cezar Pereira Maceió     | Daniela Cavanellas            | Moema da Costa Alemão Corrêa da Silva | Marcos Alves Barboza             |
|          | Enredo                       | Fernando Tenório de Araujo       | Luiz Gustavo Leite            | Leandro Alessandro Silva de Souza     | João Batista Leite Teixeira      |
|          | Comissão de Frente           | Mauro Cesar Cunha                | Roberta Thurler Ferreira      | Michele Cristina Teixeira Sandes      | Anna Elizabeth Silva             |
|          | Evolução                     | Janine Jacintho Vieira           | Fátima Regina Rodrigues       | Carlos Renato Ribeiro da Silva        | Vinícius Barbosa Andrade         |
|          | Conjunto                     | Marcos Vinicius Pereira Monteiro | Rafael Senna Pereira          | Elisa Santos                          | Paulo Cesar Pinto de Alcantara   |
|          | Samba-Enredo                 | Jonas Costa dos Santos           | Adyr Bispo de Santana Gomes   | Marco Antônio Costa                   | Edilberto José de Macedo Fonseca |
|          | Alegorias e Adereços         | Fillipe de Araújo Coelho         | Ana Cristina Gonçalves Cohen  | Luiz Eduardo Pinto da Rocha Fernandes | Carlos Roberto de Oliveira       |
|          | Fantasias                    | Carlos Antonio Vieira Fraga      | Francisco Emanuel Alves Leite | Gilmar Oliveira da Silva              | Cristiane Ferraz                 |
|          | Bateria                      | Carlos Luiz Lima Chagas Junior   | Vinícius Soares Macedo        | Lu Agidi                              | Alexandre da Silva Ferreira      |

### Classificação
Vizinha Faladeira foi campeã com quatro décimos de diferença para o Coroado de Jacarepaguá. Com a vitória, a escola foi promovida à quarta divisão, de onde estava afastada desde 2011. Em seu primeiro desfile como escola de samba, o Coroado de Jacarepaguá conquistou o vice-campeonato e também foi promovido à Série C.
| Legenda: Promovidas à Série C Rebaixados para a Série E |

| Col. | Escola                           | Enredo                                                                                         | Carnavalesco(a)                                                              | Pontos | Desempate          |
| ---- | -------------------------------- | ---------------------------------------------------------------------------------------------- | ---------------------------------------------------------------------------- | ------ | ------------------ |
| 1    | Vizinha Faladeira                | Aqui Onde Nada Tinha, Quem a Esse Porto Vinha, Dava de Cara com a Vizinha! Agora no Novo Porto | Jean Rodrigues                                                               | 299,8  | -                  |
| 2    | Coroado de Jacarepaguá           | Do Sonho à Realidade. O Circo Coroado Chegou!                                                  | Wellington Silva                                                             | 299,4  | -                  |
| 3    | Matriz de São João de Meriti     | Sou Negro, Sou Raiz, Sou Raça, Sou Matriz                                                      | Luiz Fernando Reis                                                           | 298,9  | -                  |
| 4    | Unidos de Cosmos                 | Cosmos no Meu Coração!                                                                         | Hermes Cavalcante, José Geraldo dos Santos, Ney Lanzellotti e Rafael Abrahão | 297,4  | -                  |
| 5    | Corações Unidos do Amarelinho    | Gentileza: Profeta, Poeta, Gênio e Louco Todo Mundo Tem Um Pouco!                              | Renato Bandeira                                                              | 296,8  | -                  |
| 6    | Gato de Bonsucesso               | 450 Anos do Rio de Janeiro                                                                     | Rafael Oliveira                                                              | 296,3  | Bateria (29,9 pts) |
| 7    | Acadêmicos de Vigário Geral      | Aos Olhos do Redentor a Delícia de Ser Carioca                                                 | Afonso Delonni e Lucinha de Vigário                                          | 296,3  | Bateria (29,7 pts) |
| 8    | Mocidade Independente de Inhaúma | Vem Brincar de Boi                                                                             | Flavio Lins                                                                  | 295,6  | -                  |
| 9    | Chatuba de Mesquita              | A Chatuba Canta, Dança e Se Encanta na Cultura Nordestina!                                     | Ricardo Paulino                                                              | 294,8  | -                  |
| 10   | Flor da Mina do Andaraí          | Os Bandeirantes e as Pedras Verdes                                                             | Clóvis Costha                                                                | 294,5  | -                  |
| 11   | Unidos do Anil                   | De Noite ou de Dia 450 Anos de Alegria                                                         | Marcos Calheiros                                                             | 292,7  | -                  |
| 12   | Boi da Ilha do Governador        | Boi da Ilha na Festa dos Enredos                                                               | Wanderson Silva                                                              | 227,4  | -                  |

### Premiações
- Vice-campeão da Série D, o Coroado de Jacarepaguá recebeu a maioria dos prêmios de melhor escola.
- A campeã da Série D, Vizinha Faladeira, recebeu todos os prêmios de melhor bateria.
- A Vizinha também teve o samba-enredo e o casal de mestre-sala e porta-bandeira mais premiados da Série D.

| Prêmios 2015    | Melhor Escola | Samba-Enredo       | Melhor Enredo      | Melhor Bateria | Mestre-Sala e Porta-Bandeira | Comissão de Frente | Melhor Intérprete       | Melhor Ala de Baianas | Ala de Passistas | Melhor Carnavalesco      | Melhor Harmonia    | Melhores Alegorias | Melhores Fantasias |
| --------------- | ------------- | ------------------ | ------------------ | -------------- | ---------------------------- | ------------------ | ----------------------- | --------------------- | ---------------- | ------------------------ | ------------------ | ------------------ | ------------------ |
| Elite do Samba  | Coroado       | Matriz de São João | Corações Unidos    | Vizinha        | Jorge e Lais (Vizinha)       | Corações Unidos    | Mangueira (Gato)        | Unidos de Cosmos      | Coroado          | -                        | Matriz de São João | Corações Unidos    | Coroado            |
| OSK do Samba    | Coroado       | Vizinha            | Vizinha            | Vizinha        | Jorge e Lais (Vizinha)       | Coroado            | Marcelinho (Vizinha)    | Inhaúma               | Coroado          | -                        | Coroado            | -                  | -                  |
| Samba É Nosso   | -             | Unidos de Cosmos   | Matriz de São João | Vizinha        | Jorge e Lais (Vizinha)       | Coroado            | Boleti (Coroado)        | Unidos de Cosmos      | Vizinha          | Jean Rodrigues (Vizinha) | Matriz de São João | -                  | -                  |
| Samba na Veia   | Coroado       | Coroado            | Vizinha            | Vizinha        | Fabio Jr. e Suelem (Cosmos)  | Corações Unidos    | Fabricio Alves (Cosmos) | Corações Unidos       | Vigário Geral    | -                        | Matriz de São João | Coroado            | Coroado            |
| Ziriguidum      | Vizinha       | Vizinha            | Vizinha            | Vizinha        | Jorge e Lais (Vizinha)       | Corações Unidos    | Marcelinho (Vizinha)    | Inhaúma               | Vigário Geral    | -                        | Coroado            | Coroado            | Coroado            |
| Plumas & Paetês | -             | Vizinha            | -                  | -              | -                            | Coroado            | -                       | -                     | -                | Wellington (Coroado)     | -                  | -                  | -                  |

## Grupo de Avaliação
A sexta divisão das escolas de samba foi retomada após dois anos de inatividade. O desfile do Grupo de Avaliação foi organizado pela LIERJ e realizado a partir das 20 horas e 30 minuto, do sábado, dia 21 de fevereiro de 2015, na Estrada Intendente Magalhães.
| Ordem dos desfiles |

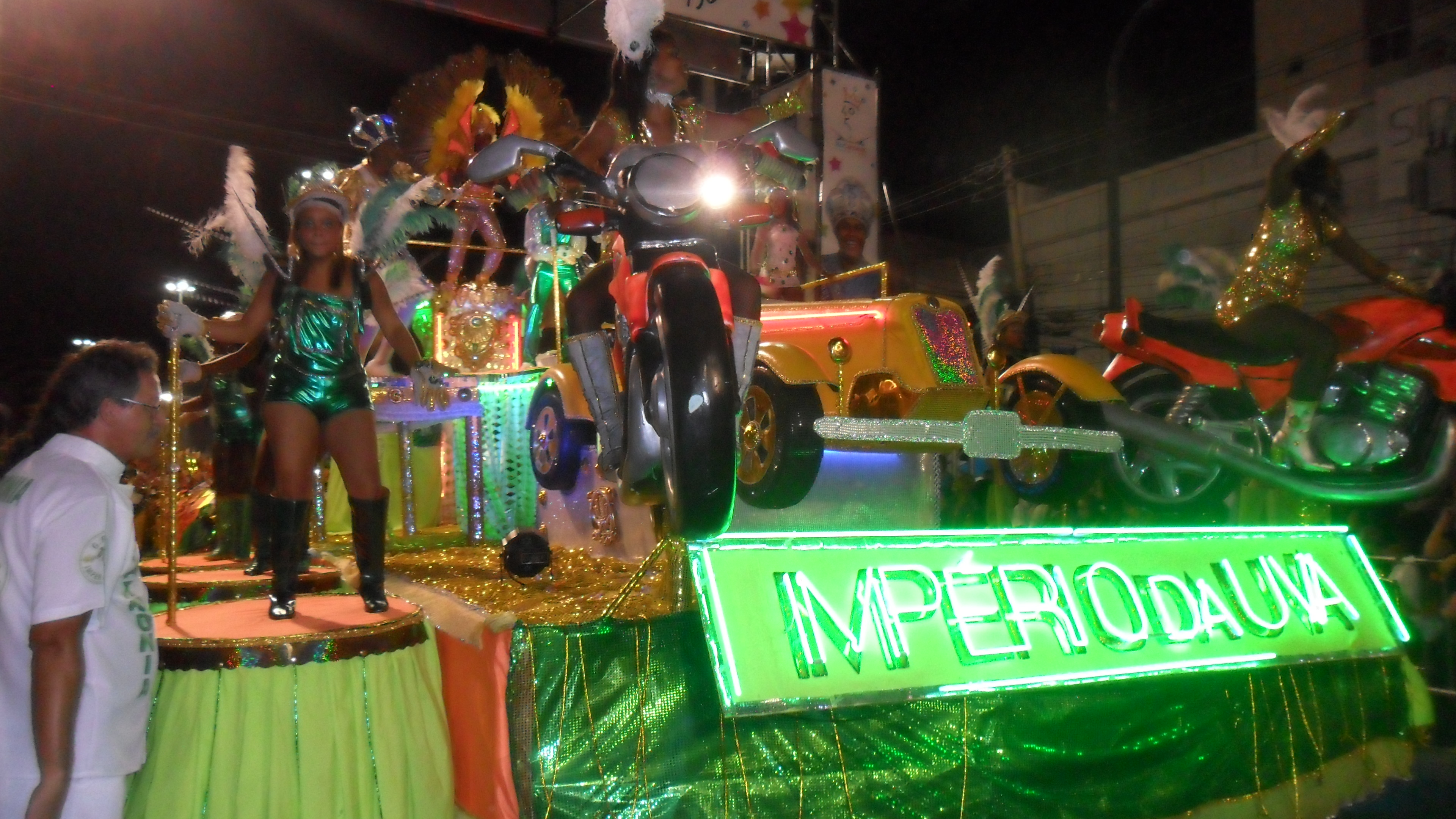
Imagem do desfile de 2015 do Império da Uva. Escola foi a campeã do Grupo de Avaliação.

| 1. Unidos do Cabral 2. Amizade da Água Branca (Não desfilou) 3. Império da Uva 4. Tupy de Brás de Pina 5. Delírio da Zona Oeste 6. Samba é Nosso 7. Colibri de Mesquita 8. Chora na Rampa 9. Acadêmicos de Madureira 10. Alegria do Vilar |

Quesitos e julgadores
As escolas foram avaliadas em dez quesitos, com dois julgadores cada.
| Quesitos | Quesitos                     | Julgador 1                            | Julgador 2                       |
| -------- | ---------------------------- | ------------------------------------- | -------------------------------- |
|          | Harmonia                     | Jonas de Matos Nascimento             | Fernanda Ilidia Proença de Paula |
|          | Mestre-Sala e Porta-Bandeira | Fábio Albuquerque                     | Jeferson Luiz Bragança           |
|          | Enredo                       | Fernando Tenório de Araujo            | Luiz Gustavo Leite               |
|          | Evolução                     | Vinicius Barbosa Andrade              | Carlos Renato Ribeiro da Silva   |
|          | Fantasias                    | Carlos Antonio Vieira Fraga           | Jorge Mendes Carneiro            |
|          | Samba-Enredo                 | Carlos Luiz Lima Chagas Junior        | Janaina Reis Pinheiro            |
|          | Bateria                      | Thiago Saldanha Lacerda               | Adriano Scarpatto Canabarro      |
|          | Comissão de Frente           | Charles Santos de Souza               | Michele Cristina Teixeira Sandes |
|          | Conjunto                     | Dora Teixeira                         | Wellington Pessanha              |
|          | Alegorias e Adereços         | Luiz Eduardo Pinto da Rocha Fernandes | Fillipe de Araújo Coelho         |

### Classificação
O Império da Uva foi campeão em seu primeiro desfile no carnaval do Rio. Com a vitória, a escola de Nova Iguaçu foi promovida à quinta divisão. Também estreando no carnaval, Alegria do Vilar conquistou o vice-campeonato, sendo promovida à Série D.
| Legenda: Promovidas à Série D |

| Col.                                  | Escola                  | Enredo                                                                  | Carnavalesco(a)                                | Pontos |
| ------------------------------------- | ----------------------- | ----------------------------------------------------------------------- | ---------------------------------------------- | ------ |
| 1                                     | Império da Uva          | Sou Trabalhador, Sou Guerreiro, Minha Alma É Feita de Sonhos            | Sílvio César                                   | 188,3  |
| 2                                     | Alegria do Vilar        | Os Quatro Filhos de Numiá                                               | Walter Guilherme                               | 187,5  |
| 3                                     | Colibri de Mesquita     | Tá na Mesa, que Beleza a Culinária Brasileira!                          | Alexandre Costa, Lino Salles e Marcos Durval   | 186,9  |
| 4                                     | Chora na Rampa          | Soberania Africana                                                      | Carlos Eduardo e Maurício                      | 185,7  |
| 5                                     | Delírio da Zona Oeste   | A Fantástica Fábrica dos Sonhos. Um Delírio da Zona Oeste               | Fabiano Bizareli                               | 183,6  |
| 6                                     | Tupy de Brás de Pina    | Mistérios das Matas com Ossam, Ossanha e Oxóssi                         | Marcio Perrota, Gabriel Haddad e Leonardo Bora | 183,4  |
| 7                                     | Unidos do Cabral        | O Grande Vencedor Se Ergue Além da Dor...                               | Leonardo Soares                                | 183    |
| 8                                     | Acadêmicos de Madureira | Vou Comprar, Vou Sambar, Saravá! Do Jongo à Capoeira, chegou Madureira! | Noan Hilton                                    | 182,7  |
| 9                                     | Samba é Nosso           | Samba é Nosso Conta a Diáspora no Brasil - A Criação do Candomblé       | Érika Patrícia                                 | 177,7  |
| Amizade da Água Branca (Não desfilou) |                         |                                                                         |                                                |        |

## Escolas mirins
O desfile das escolas mirins foi organizado pela Associação das Escolas de Samba Mirins do Rio de Janeiro (AESM-Rio) e realizado no Sambódromo da Marquês de Sapucaí, a partir das 17 horas da terça-feira, dia 17 de fevereiro de 2015. Cada agremiação teve 30 minutos para se apresentar. As escolas mirins não são julgadas.
| Ordem dos desfiles | Escola                                 | Enredo                                                                                             |
| ------------------ | -------------------------------------- | -------------------------------------------------------------------------------------------------- |
| 1                  | Golfinhos da Guanabara                 | O Chapéu                                                                                           |
| 2                  | Herdeiros da Vila                      | Direito É Direito (Reedição do enredo de 1989 da Unidos de Vila Isabel)                            |
| 3                  | Petizes da Penha                       | Penha: Um Canto de Amor à Vida na Voz da Nossa Petizada                                            |
| 4                  | Império do Futuro                      | Rio Maravilha, Nós Gostamos de Você!                                                               |
| 5                  | Filhos da Águia                        | O Mestre do Samba, Uma Homenagem a Paulo Portela                                                   |
| 6                  | Ainda Existem Crianças na Vila Kennedy | Do Profano ao Sagrado                                                                              |
| 7                  | Tijuquinha do Borel                    | Portal das Delícias - Uma Saborosa Viagem ao Redor do Mundo                                        |
| 8                  | Corações Unidos do Ciep                | 450 Anos de Uma Cidade que Continua Apaixonante e Apaixonada                                       |
| 9                  | Miúda da Cabuçu                        | Rios, Mares, Cachoeiras e Cascatas: Onde Estão Nossas Matas?                                       |
| 10                 | Pimpolhos da Grande Rio                | Meu Guri - A Imagem da Criança do Meu Brasil                                                       |
| 11                 | Inocentes da Caprichosos               | Se Essa Avenida Fosse Minha, Eu Mandava Iluminar com As Cores das Escolas para a Garotada Desfilar |
| 12                 | Mangueira do Amanhã                    | E o Meu Brasil tem Chica Chica Boom                                                                |
| 13                 | Infantes do Lins                       | Rio 450, Belezas da Cidade Maravilhosa                                                             |
| 14                 | Nova Geração do Estácio de Sá          | Era Uma Vez, Um Menino que Tinha Cabelos de Algodão                                                |
| 15                 | Aprendizes do Salgueiro                | O que É que os Aprendizes Têm? Tem Carmem Miranda Tem!                                             |
| 16                 | Estrelinha da Mocidade                 | Para Sempre no Seu Coração - O Carnaval da Doação                                                  |

## Blocos de enredo
Os desfiles foram organizados pela Federação dos Blocos Carnavalescos do Estado do Rio de Janeiro (FBCERJ).

### Grupo 1
O desfile do Grupo 1 foi realizado a partir das 20 horas do sábado, dia 14 de fevereiro de 2015, na Avenida Rio Branco.

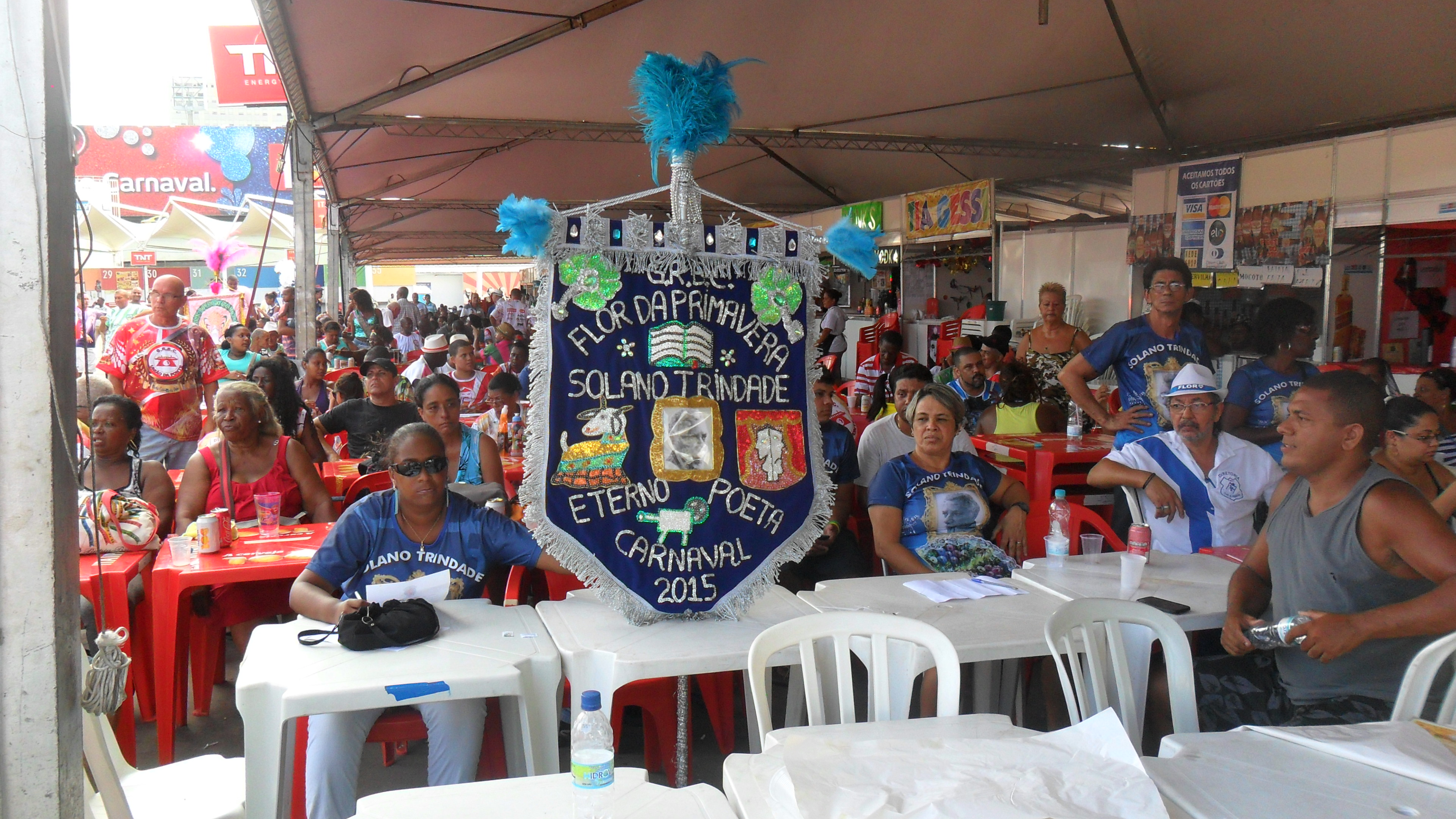
Diretoria da Flor da Primavera durante a apuração que deu ao bloco o título de campeão do Grupo 1.

| Ordem dos desfiles |
| 1. Tradição Barreirense de Mesquita 2. União da Ponte 3. Império do Gramacho 4. Novo Horizonte 5. Flor da Primavera 6. Raízes da Tijuca |

#### Classificação
Flor da Primavera foi o campeão. Último colocado, Raízes da Tijuca foi rebaixado ao Grupo 2.
| Legenda: Campeão Rebaixado para o Grupo 2 |

| Col. | Bloco                            | Enredo                                                                              | Carnavalesco(a)      | Pontos |
| ---- | -------------------------------- | ----------------------------------------------------------------------------------- | -------------------- | ------ |
| 1    | Flor da Primavera                | Solano Trindade, Eterno Poeta                                                       | Luiz Macedo          | 202,5  |
| 2    | Novo Horizonte                   | De Janeiro a Janeiro, o Novo Horizonte Canta o Brasil, Terra de Festa o Ano Inteiro | Alexandre Machado    | 201    |
| 3    | União da Ponte                   | Nas Terras do Império Serrano, Tudo o que Reluz é Ouro!                             | Reinaldo Silveira    | 200    |
| 4    | Império do Gramacho              | Tem Cheiro, Aspecto e Teor, a Boa da Terra                                          | Comissão de Carnaval | 199    |
| 5    | Tradição Barreirense de Mesquita | O Meu Nordeste É Aqui                                                               | Comissão de Carnaval | 190,5  |
| 6    | Raízes da Tijuca                 | Um Grito na Savana                                                                  | Comissão de Carnaval | 176    |

### Grupo 2
O desfile foi realizado a partir das 20 horas do sábado, dia 14 de fevereiro de 2015, na Estrada Intendente Magalhães.

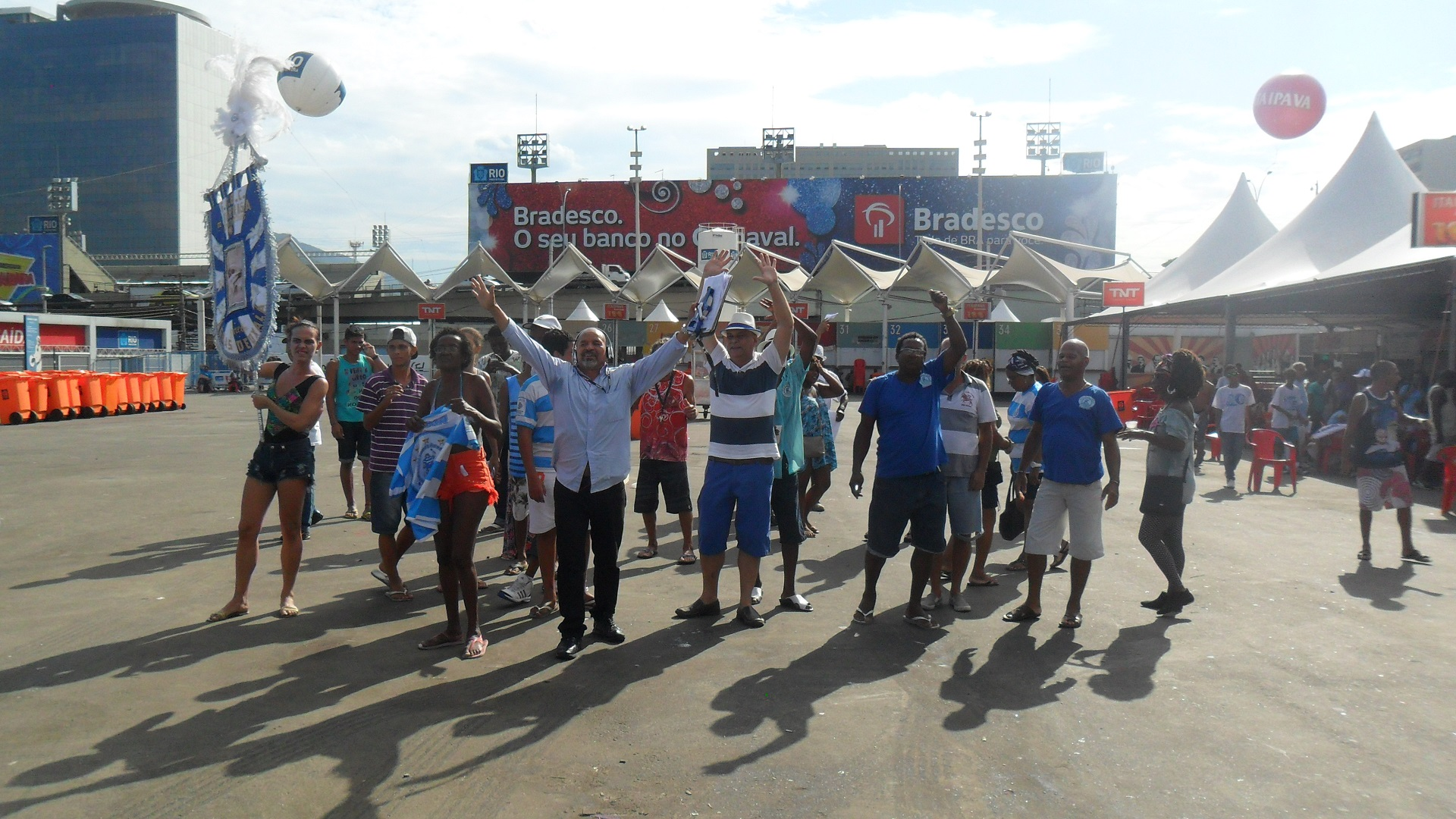
No Terreirão do Samba, diretoria do Bloco do Barriga comemora o título do Grupo 2 após apuração dos resultados.

| Ordem dos desfiles |
| 1. Bloco do China 2. Unidos da Laureano 3. Bloco do Barriga 4. União de Vaz Lobo 5. Unidos do Alto da Boa Vista 6. Oba-Oba do Recreio 7. Mocidade Unida de Manguariba |

#### Classificação
Bloco do Barriga foi o campeão, sendo promovido ao Grupo 1 junto com o vice-campeão, Oba-Oba do Recreio.
| Legenda: Promoção ao Grupo 1 Rebaixado para o Grupo 3 |

| Col. | Bloco                        | Enredo                                                                         | Carnavalesco(a)        | Pontos |
| ---- | ---------------------------- | ------------------------------------------------------------------------------ | ---------------------- | ------ |
| 1    | Bloco do Barriga             | Águas de Oxalá                                                                 | Rafael Ladeira         | 203,5  |
| 2    | Oba-Oba do Recreio           | No Oba-Obra do Recreio, a Saga dos Ciganos, Venha Prever a Sorte!              | Louis Cavalcanthé      | 198,5  |
| 3    | Unidos do Alto da Boa Vista  | 20 Anos de Saudade do ídolo Ayrton Senna do Brasil!                            | Comissão de Carnaval   | 198    |
| 4    | Unidos da Laureano           | Quem não Se Comunica, Se Trumbica!                                             | Mônica Soares da Silva | 198    |
| 5    | Bloco do China               | Zanzibar, Aqui Começa a História                                               | Comissão de Carnaval   | 188    |
| 6    | Mocidade Unida de Manguariba | Olodum!                                                                        | Cláudio Fontes         | 186    |
| 7    | União de Vaz Lobo            | Na Festa dos Seus 85 Anos, a União de Vaz Lobo Convida as Estrelas do Carnaval | Comissão de Carnaval   | 138,5  |

### Grupo 3
O desfile do Grupo 3 foi realizado a partir das 22 horas do sábado, dia 14 de fevereiro de 2015, na Rua Cardoso de Morais, em Bonsucesso.

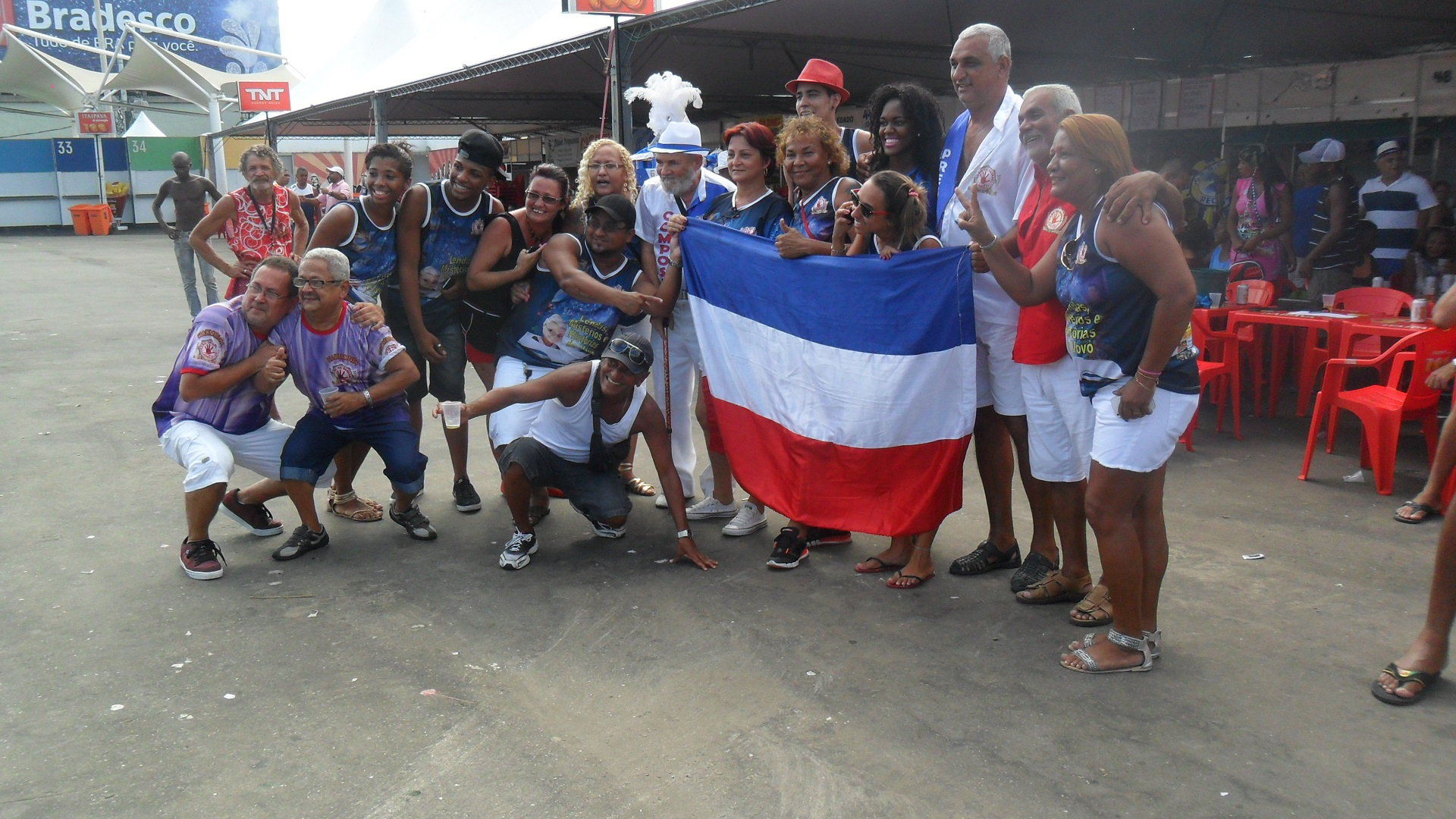
Diretoria do bloco Vai Barrar? Nunca! comemora o título do Grupo 3 após a apuração dos resultados.

| Ordem dos desfiles |
| 1. Vai Barrar? Nunca! 2. Acadêmicos do Vidigal 3. Chora na Rampa 4. Unidos de Tubiacanga 5. Cometas do Bispo 6. Grilo de Bangu 7. Mocidade Unida da Mineira 8. Canários das Laranjeiras 9. Esperança de Nova Campina |

#### Classificação
Vai Barrar? Nunca! foi o campeão, sendo promovido ao Grupo 2 junto com o vice-campeão, Acadêmicos do Vidigal. Unidos de Tubiacanga foi desclassificado por desfilar fora da ordem definida.
| Legenda: Promoção ao Grupo 2 |

| Col. | Bloco                     | Enredo                                                | Carnavalesco(a)                | Pontos                      |
| ---- | ------------------------- | ----------------------------------------------------- | ------------------------------ | --------------------------- |
| 1    | Vai Barrar? Nunca!        | Lendas, Mistérios e Histórias da Vovó!                | Jairo Gama e Alexandre Cardoso | 102                         |
| 2    | Acadêmicos do Vidigal     | Vidigal, a Majestade de Uma África Imperial!          | Comissão de Carnaval           | 101                         |
| 3    | Canários das Laranjeiras  | A Forja de Ogum                                       | Levi Cintra                    | 98                          |
| 4    | Esperança de Nova Campina | O Fantástico Mundo de Ilusões                         | Comissão de Carnaval           | 97                          |
| 5    | Grilo de Bangu            | 100% Negro                                            | Osmar Costa                    | 96                          |
| 6    | Cometas do Bispo          | Ousar, Querer e Poder, Vamos Vencer!                  | Gil Félix                      | 94                          |
| 7    | Mocidade Unida da Mineira | Terra, Planeta Água!                                  | David Hygino e Leandro Mourão  | 91                          |
| 8    | Chora na Rampa            | Campina Grande, o Maior São João do Mundo!            | Carlos Eduardo da Silva        | 89                          |
| 9    | Unidos de Tubiacanga      | Bonecas, Um Artesanato Elaborado por Mãos Habilidosas | Wanderson Santos               | Desclassificado (Artigo 14) |